# Населённые пункты Чувашии
Чувашская Республика по состоянию на начало 2020 года включает следующие населённые пункты:
- 9 городов (в списке выделены оранжевым цветом),
- 7 посёлков городского типа, которые в Чувашии с декабря 2005 года приравнены к сельским населённым пунктам[1] (в списке выделены серым цветом),
- 1720 сельских населённых пунктов (по данным переписи населения 2010 года).

В списке населённые пункты распределены по административно-территориальным единицам в рамках административно-территориального устройства субъекта РФ: 5 городам республиканского значения и 21 району республики, что в рамках организации местного самоуправления (муниципального устройства) в республике соответствует 5 городским округам и 21 муниципальному району.
Численность населения сельских населённых пунктов (включая пгт) приведена по данным переписи населения 2010 года, численность населения городских населённых пунктов (городов) — по оценке на 1 января 2021 года.

## Города республиканского значения

### город Чебоксары
| № | Населённый пункт | Тип     | Население |
| - | ---------------- | ------- | --------- |
| 1 | Новые Лапсары    | пгт     | 5913      |
| 2 | Северный         | посёлок | 477       |
| 3 | Сосновка         | пгт     | 2242      |
| 4 | Чандрово         | деревня | 813       |
| 5 | Чебоксары        | город   | 497 807   |

### городАлатырь
| № | Населённый пункт | Тип   | Население |
| - | ---------------- | ----- | --------- |
| 1 | Алатырь          | город | 32 265    |

### городКанаш
| № | Населённый пункт | Тип   | Население |
| - | ---------------- | ----- | --------- |
| 1 | Канаш            | город | 44 354    |

### город Новочебоксарск
| № | Населённый пункт | Тип     | Население |
| - | ---------------- | ------- | --------- |
| 1 | Новочебоксарск   | город   | 120 361   |
| 2 | Ольдеево         | деревня | 275       |

### городШумерля
| № | Населённый пункт | Тип   | Население |
| - | ---------------- | ----- | --------- |
| 1 | Шумерля          | город | 26 873    |

## Населённые пункты районов

### Алатырский
| №  | Населённый пункт  | Тип     | Население |
| -- | ----------------- | ------- | --------- |
| 1  | Алтышево          | посёлок | 938       |
| 2  | Алтышево          | село    | 1079      |
| 3  | Алтышево-Люльский | посёлок | 12        |
| 4  | Анютино           | посёлок | 122       |
| 5  | Атрать            | посёлок | 800       |
| 6  | Атрать            | село    | 530       |
| 7  | Ахматово          | село    | 653       |
| 8  | Баевка            | посёлок | 10        |
| 9  | Безбожник         | посёлок | 0         |
| 10 | Березовая Поляна  | посёлок | 8         |
| 11 | Березовый Майдан  | село    | 138       |
| 12 | Борки             | посёлок | 100       |
| 13 | Восход            | посёлок | 756       |
| 14 | Злобино           | село    | 83        |
| 15 | Знаменка          | посёлок | 40        |
| 16 | Иваньково-Ленино  | село    | 752       |
| 17 | Искра             | посёлок | 5         |
| 18 | Ичиксы            | село    | 280       |
| 19 | Калинино          | посёлок | 35        |
| 20 | Киря              | посёлок | 1185      |
| 21 | Кувакино          | село    | 452       |
| 22 | Кученяево         | посёлок | 30        |
| 23 | Лесной            | посёлок | 0         |
| 24 | Междуречье        | село    | 521       |
| 25 | Мирёнки           | село    | 640       |
| 26 | Низовка           | посёлок | 14        |
| 27 | Новиковка         | посёлок | 32        |
| 28 | Новое Алтышево    | посёлок | 48        |
| 29 | Новые Айбеси      | село    | 932       |
| 30 | Новые Выселки     | деревня | 35        |
| 31 | Первое Мая        | посёлок | 2         |
| 32 | Первомайский      | посёлок | 847       |
| 33 | Полукиря          | посёлок | 15        |
| 34 | Сальный           | посёлок | 5         |
| 35 | Санаторный        | посёлок | 25        |
| 36 | Сойгино           | село    | 690       |
| 37 | Соловьёвский      | посёлок | 105       |
| 38 | Старые Айбеси     | село    | 986       |
| 39 | Стемасы           | село    | 1115      |
| 40 | Сурский Майдан    | село    | 352       |
| 41 | Чапаевка          | посёлок | 25        |
| 42 | Чуварлеи          | село    | 1409      |
| 43 | Шумы              | посёлок | 0         |
| 44 | Юность            | посёлок | 0         |
| 45 | Явлеи             | село    | 389       |
| 46 | Ялушево           | деревня | 257       |

### Аликовский
| №   | Населённый пункт   | Тип     | Население |
| --- | ------------------ | ------- | --------- |
| 1   | Азамат             | деревня | 213       |
| 2   | Алгукасы           | деревня | 19        |
| 3   | Аликово            | село    | 3023      |
| 4   | Анаткасы           | деревня | 108       |
| 5   | Анаткасы           | деревня | 318       |
| 6   | Антоновка          | деревня | 15        |
| 7   | Асакасы            | село    | 167       |
| 8   | Атмень             | выселок | 33        |
| 9   | Большая Выла       | село    | 622       |
| 10  | Большие Атмени     | деревня | 139       |
| 11  | Большие Токташи    | деревня | 200       |
| 12  | Большие Шиуши      | деревня | 352       |
| 13  | Большое Ямашево    | село    | 340       |
| 14  | Верхние Ёлыши      | деревня | 109       |
| 15  | Верхние Карачуры   | деревня | 330       |
| 16  | Верхние Куганары   | деревня | 207       |
| 17  | Верхние Татмыши    | деревня | 112       |
| 18  | Верхние Хоразаны   | деревня | 108       |
| 19  | Видесючь           | деревня | 76        |
| 20  | Вотланы            | деревня | 270       |
| 21  | Вурманкасы         | деревня | 157       |
| 22  | Выла               | деревня | 238       |
| 23  | Выла-Базар         | деревня | 66        |
| 24  | Дубовский          | посёлок | 93        |
| 25  | Ефремкасы          | деревня | 279       |
| 26  | Задние Хирлепы     | деревня | 48        |
| 27  | Изванкино          | деревня | 292       |
| 28  | Илгышево           | деревня | 232       |
| 29  | Ильянкино          | деревня | 141       |
| 30  | Ишпарайкино        | деревня | 150       |
| 31  | Иштеки             | деревня | 42        |
| 32  | Кагаси             | деревня | 125       |
| 33  | Караклово          | деревня | 40        |
| 34  | Кармалы            | деревня | 203       |
| 35  | Качалово           | деревня | 213       |
| 36  | Кивкасы            | деревня | 134       |
| 37  | Кивой              | деревня | 146       |
| 38  | Кораккасы          | деревня | 91        |
| 39  | Коракши            | деревня | 261       |
| 40  | Крымзарайкино      | село    | 72        |
| 41  | Лобашкино          | деревня | 151       |
| 42  | Лотра-Багиши       | деревня | 33        |
| 43  | Малые Токташи      | деревня | 53        |
| 44  | Малые Туваны       | деревня | 729       |
| 45  | Мартынкино         | деревня | 110       |
| 46  | Нагорная           | деревня | 36        |
| 47  | Нижние Ёлыши       | деревня | 183       |
| 48  | Нижние Карачуры    | деревня | 56        |
| 49  | Нижние Куганары    | деревня | 142       |
| 50  | Нижние Татмыши     | деревня | 183       |
| 51  | Нижние Хоразаны    | деревня | 125       |
| 52  | Нижние Шиуши       | деревня | 37        |
| 53  | Новая              | деревня | 131       |
| 54  | Ойкасы             | деревня | 123       |
| 55  | Олух-Шумшеваши     | деревня | 60        |
| 56  | Орбаши             | деревня | 137       |
| 57  | Павлушкино         | деревня | 74        |
| 58  | Передние Хирлепы   | деревня | 72        |
| 59  | Пизенеры           | деревня | 54        |
| 60  | Пизенеры           | деревня | 126       |
| 61  | Пизеры             | деревня | 64        |
| 62  | Пизипово           | деревня | 182       |
| 63  | Питишево           | деревня | 198       |
| 64  | Прошкино           | деревня | 160       |
| 65  | Раскильдино        | село    | 530       |
| 66  | Русская Сорма      | село    | 212       |
| 67  | Самушкино          | деревня | 98        |
| 68  | Сатлайкино         | деревня | 95        |
| 69  | Синерь             | деревня | 153       |
| 70  | Синькасы           | деревня | 134       |
| 71  | Сириккасы          | деревня | 347       |
| 72  | Смородино          | деревня | 95        |
| 73  | Сормвары           | деревня | 186       |
| 74  | Сормпось-Мочей     | деревня | 92        |
| 75  | Сормпось-Шумшеваши | деревня | 134       |
| 76  | Таутово            | деревня | 539       |
| 77  | Тенеево            | село    | 260       |
| 78  | Тимирзькасы        | деревня | 186       |
| 79  | Тогачь             | деревня | 138       |
| 80  | Торопкасы          | деревня | 127       |
| 81  | Тури-Выла          | деревня | 389       |
| 82  | Тушкасы            | деревня | 75        |
| 83  | Урмаево            | деревня | 99        |
| 84  | Устье              | село    | 258       |
| 85  | Хирлеппоси         | деревня | 244       |
| 86  | Ходяково           | деревня | 198       |
| 87  | Хоравары           | деревня | 134       |
| 88  | Хорнзор            | деревня | 124       |
| 89  | Челкасы            | деревня | 320       |
| 90  | Чердаки            | деревня | 87        |
| 91  | Чиршкасы           | деревня | 109       |
| 92  | Чувашская Сорма    | село    | 235       |
| 93  | Шапкино            | деревня | 58        |
| 94  | Шафранчик          | деревня | 71        |
| 95  | Шерашево           | деревня | 264       |
| 96  | Шлан               | деревня | 46        |
| 97  | Шор-Байраш         | деревня | 56        |
| 98  | Шор-Босай          | деревня | 33        |
| 99  | Шоркасы            | деревня | 140       |
| 100 | Шоркасы            | деревня | 83        |
| 101 | Шоркасы            | деревня | 91        |
| 102 | Шумшеваши          | село    | 280       |
| 103 | Шундряши           | деревня | 178       |
| 104 | Элекейкино         | деревня | 102       |
| 105 | Энехметь           | деревня | 13        |
| 106 | Эренары            | деревня | 371       |
| 107 | Юманлыхи           | село    | 176       |
| 108 | Ягунькино          | деревня | 200       |
| 109 | Яжуткино           | деревня | 110       |
| 110 | Якейкино           | деревня | 172       |
| 111 | Янгорас            | деревня | 316       |
| 112 | Яндоба             | село    | 136       |
| 113 | Яныши              | деревня | 53        |
| 114 | Яргунькино         | деревня | 148       |
| 115 | Ярушкино           | деревня | 93        |

### Батыревский
| №  | Населённый пункт      | Тип     | Население |
| -- | --------------------- | ------- | --------- |
| 1  | Абамза                | деревня | 546       |
| 2  | Алманчиково           | село    | 706       |
| 3  | Бакашево              | деревня | 534       |
| 4  | Балабаш-Баишево       | село    | 556       |
| 5  | Балабаш-Нурусово      | деревня | 327       |
| 6  | Батырево              | село    | 5281      |
| 7  | Бахтигильдино         | деревня | 543       |
| 8  | Большое Чеменево      | село    | 793       |
| 9  | Булаково              | деревня | 217       |
| 10 | Верхнее Атыково       | деревня | 404       |
| 11 | Верхнее Турмышево     | деревня | 295       |
| 12 | Верхние Бюртли-Шигали | деревня | 284       |
| 13 | Долгий Остров         | деревня | 962       |
| 14 | Именево               | деревня | 527       |
| 15 | Кзыл-Камыш            | деревня | 396       |
| 16 | Кзыл-Чишма            | деревня | 702       |
| 17 | Козловка              | деревня | 170       |
| 18 | Кокшаново             | деревня | 367       |
| 19 | Красномайск           | деревня | 666       |
| 20 | Люля                  | посёлок | 69        |
| 21 | Малое Батырево        | деревня | 662       |
| 22 | Малое Чеменево        | деревня | 170       |
| 23 | Малые Арабузи         | деревня | 544       |
| 24 | Малые Шихирданы       | деревня | 111       |
| 25 | Нижнее Атыково        | деревня | 283       |
| 26 | Нижнее Турмышево      | деревня | 422       |
| 27 | Новое Ахпердино       | село    | 1187      |
| 28 | Новое Бахтиярово      | деревня | 519       |
| 29 | Новое Котяково        | деревня | 519       |
| 30 | Новые Чепкасы         | деревня | 29        |
| 31 | Норваш-Шигали         | село    | 1224      |
| 32 | Первомайское          | село    | 1262      |
| 33 | Подлесные Шигали      | деревня | 746       |
| 34 | Полевое Чекурово      | деревня | 321       |
| 35 | Полевые Бикшики       | деревня | 1218      |
| 36 | Сигачи                | деревня | 752       |
| 37 | Сидели                | деревня | 555       |
| 38 | Старое Ахпердино      | деревня | 795       |
| 39 | Старое Котяково       | деревня | 681       |
| 40 | Старые Тойси          | деревня | 837       |
| 41 | Сугуты                | село    | 1329      |
| 42 | Тарханы               | село    | 824       |
| 43 | Татарские Сугуты      | деревня | 1075      |
| 44 | Татарские Тимяши      | деревня | 176       |
| 45 | Татмыш-Югелево        | деревня | 772       |
| 46 | Тигашево              | деревня | 457       |
| 47 | Тойси                 | село    | 982       |
| 48 | Туруново              | село    | 713       |
| 49 | Ульяновка             | посёлок | 167       |
| 50 | Хурама-Твар           | посёлок | 127       |
| 51 | Чувашские Ишаки       | деревня | 385       |
| 52 | Шаймурзино            | деревня | 906       |
| 53 | Шигали                | выселок | 47        |
| 54 | Шыгырдан              | село    | 5282      |
| 55 | Яншихово              | деревня | 527       |
| 56 | Ясная Поляна          | посёлок | 41        |

### Вурнарский
| №   | Населённый пункт  | Тип     | Население |
| --- | ----------------- | ------- | --------- |
| 1   | Абызово           | село    | 599       |
| 2   | Авруй             | деревня | 5         |
| 3   | Авыр-Сирмы        | деревня | 124       |
| 4   | Азим-Сирма        | деревня | 429       |
| 5   | Айгиши            | деревня | 238       |
| 6   | Алгазино          | деревня | 432       |
| 7   | Альменево         | село    | 225       |
| 8   | Альмень-Сунары    | деревня | 247       |
| 9   | Анаткас-Абызово   | деревня | 316       |
| 10  | Апнерка           | разъезд | 2         |
| 11  | Апнеры            | деревня | 660       |
| 12  | Артеменькино      | село    | 53        |
| 13  | Большие Торханы   | деревня | 234       |
| 14  | Большие Хирлепы   | деревня | 228       |
| 15  | Большие Яуши      | деревня | 628       |
| 16  | Булатово          | деревня | 195       |
| 17  | Буртасы           | деревня | 1275      |
| 18  | Волонтер          | деревня | 79        |
| 19  | Вурманкасы        | деревня | 589       |
| 20  | Вурман-Кибеки     | деревня | 276       |
| 21  | Вурнары           | пгт     | 10 522    |
| 22  | Елабыш            | деревня | 12        |
| 23  | Ермошкино         | деревня | 429       |
| 24  | Ершипоси          | деревня | 574       |
| 25  | Зеленовка         | деревня | 0         |
| 26  | Илдымкасы         | деревня | 80        |
| 27  | Ишлей             | деревня | 88        |
| 28  | Кадыши            | село    | 154       |
| 29  | Калинино          | село    | 1548      |
| 30  | Киберли           | деревня | 60        |
| 31  | Кивсерт-Мурат     | деревня | 108       |
| 32  | Кивсерт-Янишево   | деревня | 142       |
| 33  | Кивьялы           | деревня | 159       |
| 34  | Кожар-Яндоба      | деревня | 250       |
| 35  | Кожиково          | деревня | 62        |
| 36  | Кольцовка         | деревня | 396       |
| 37  | Кошлоуши          | село    | 112       |
| 38  | Кукшум            | село    | 335       |
| 39  | Кумаши            | деревня | 248       |
| 40  | Кумбалы           | деревня | 248       |
| 41  | Кюльхири          | деревня | 630       |
| 42  | Кюмель-Ямаши      | деревня | 369       |
| 43  | Кюстюмеры         | деревня | 524       |
| 44  | Лесные Шигали     | деревня | 14        |
| 45  | Малдыкасы         | деревня | 254       |
| 46  | Малды-Кукшум      | деревня | 95        |
| 47  | Малые Яуши        | село    | 343       |
| 48  | Мамалаево         | деревня | 239       |
| 49  | Мачамуши          | деревня | 157       |
| 50  | Мулакасы          | деревня | 114       |
| 51  | Муньялы           | деревня | 130       |
| 52  | Напольное Тугаево | деревня | 267       |
| 53  | Новые Яхакасы     | деревня | 642       |
| 54  | Одиково           | деревня | 384       |
| 55  | Ойкас-Кибеки      | деревня | 436       |
| 56  | Ойкасы            | деревня | 131       |
| 57  | Ойкас-Яндоба      | деревня | 199       |
| 58  | Ойкас-Яуши        | деревня | 328       |
| 59  | Орауши            | село    | 641       |
| 60  | Ослаба            | деревня | 254       |
| 61  | Отары             | деревня | 108       |
| 62  | Пайки             | деревня | 76        |
| 63  | Пинер-Айгиши      | деревня | 42        |
| 64  | Пуканкасы         | деревня | 274       |
| 65  | Рунги             | деревня | 229       |
| 66  | Санарпоси         | деревня | 472       |
| 67  | Сендимиркино      | деревня | 620       |
| 68  | Синь-Алдыши       | деревня | 163       |
| 69  | Синь-Сурьял       | деревня | 116       |
| 70  | Синьялы           | деревня | 236       |
| 71  | Синьял-Яуши       | деревня | 234       |
| 72  | Старые Шорданы    | деревня | 212       |
| 73  | Старые Яхакасы    | деревня | 425       |
| 74  | Сугут-Торбиково   | деревня | 273       |
| 75  | Сявалкас-Хирпоси  | деревня | 143       |
| 76  | Сявалкасы         | деревня | 382       |
| 77  | Талхир            | деревня | 3         |
| 78  | Тимерчкасы        | деревня | 127       |
| 79  | Троицкое          | деревня | 119       |
| 80  | Тувалькино        | деревня | 167       |
| 81  | Тузи-Мурат        | деревня | 156       |
| 82  | Тузи-Сярмус       | деревня | 331       |
| 83  | Тюлюкасы          | деревня | 54        |
| 84  | Тюмбеки           | деревня | 122       |
| 85  | Усландыр-Янишево  | деревня | 125       |
| 86  | Хирпоси           | деревня | 638       |
| 87  | Хорапыр           | деревня | 128       |
| 88  | Хора-Сирма        | деревня | 146       |
| 89  | Хорнзор           | деревня | 762       |
| 90  | Хорн-Кукшум       | деревня | 159       |
| 91  | Хумуши            | деревня | 264       |
| 92  | Чалым-Кукшум      | деревня | 312       |
| 93  | Чаркли            | разъезд | 193       |
| 94  | Чириш-Шинеры      | деревня | 417       |
| 95  | Чиршкас-Мураты    | деревня | 315       |
| 96  | Чирш-Хирлепы      | деревня | 108       |
| 97  | Шинеры            | деревня | 477       |
| 98  | Шоркасы           | деревня | 161       |
| 99  | Эпшики            | деревня | 194       |
| 100 | Ямбахтино         | деревня | 399       |
| 101 | Янгорчино         | село    | 855       |
| 102 | Янишево           | село    | 225       |

### Ибресинский
| №  | Населённый пункт | Тип     | Население |
| -- | ---------------- | ------- | --------- |
| 1  | 11 Лет Чувашии   | посёлок | 85        |
| 2  | Айбечи           | деревня | 896       |
| 3  | Алшихово         | посёлок | 26        |
| 4  | Андреевка        | деревня | 430       |
| 5  | Андрюшево        | деревня | 456       |
| 6  | Берёзовка        | посёлок | 268       |
| 7  | Большие Абакасы  | деревня | 886       |
| 8  | Бугуян           | посёлок | 350       |
| 9  | Буинск           | пгт     | 1497      |
| 10 | Верхнее Кляшево  | деревня | 247       |
| 11 | Вудоялы          | деревня | 831       |
| 12 | Ибреси           | пгт     | 7633      |
| 13 | Калиновка        | посёлок | 37        |
| 14 | Климово          | село    | 1023      |
| 15 | Кожакпось        | посёлок | 43        |
| 16 | Костер           | посёлок | 119       |
| 17 | Кошмаш-Тойси     | деревня | 291       |
| 18 | Красная Заря     | посёлок | 81        |
| 19 | Кубня            | деревня | 572       |
| 20 | Ленино           | посёлок | 80        |
| 21 | Липовка          | посёлок | 408       |
| 22 | Малиновка        | посёлок | 171       |
| 23 | Малое Батырево   | деревня | 173       |
| 24 | Малые Кармалы    | село    | 527       |
| 25 | Малый Кукшум     | деревня | 150       |
| 26 | Мерезень         | посёлок | 35        |
| 27 | Мирный           | посёлок | 6         |
| 28 | Молния           | посёлок | 71        |
| 29 | Нижнее Кляшево   | деревня | 210       |
| 30 | Нижние Абакасы   | деревня | 357       |
| 31 | Новая Жизнь      | посёлок | 141       |
| 32 | Новое Климово    | деревня | 32        |
| 33 | Новое Чурашево   | село    | 1498      |
| 34 | Новые Высли      | деревня | 536       |
| 35 | Огонёк           | посёлок | 178       |
| 36 | Орёл             | посёлок | 106       |
| 37 | Паральша         | посёлок | 2         |
| 38 | Первомайск       | посёлок | 0         |
| 39 | Русские Тимяши   | деревня | 154       |
| 40 | Савка            | деревня | 41        |
| 41 | Сехнер           | посёлок | 12        |
| 42 | Сирикли          | деревня | 263       |
| 43 | Смычка           | посёлок | 158       |
| 44 | Сосновка         | деревня | 217       |
| 45 | Спотара          | посёлок | 61        |
| 46 | Сюрбеевка        | деревня | 210       |
| 47 | Тарнвар          | посёлок | 127       |
| 48 | Тойси-Паразуси   | деревня | 640       |
| 49 | Тымар            | посёлок | 107       |
| 50 | Хомбусь-Батырево | село    | 311       |
| 51 | Хом-Яндобы       | деревня | 278       |
| 52 | Хормалы          | село    | 1230      |
| 53 | Чувашские Тимяши | село    | 850       |
| 54 | Шибегечи         | деревня | 95        |
| 55 | Ширтаны          | деревня | 602       |
| 56 | Шоркасы          | деревня | 113       |
| 57 | Эконом           | посёлок | 222       |

### Канашский
| №   | Населённый пункт    | Тип              | Население |
| --- | ------------------- | ---------------- | --------- |
| 1   | Аксарино            | деревня          | 443       |
| 2   | Алаксары            | деревня          | 145       |
| 3   | Алешево             | деревня          | 136       |
| 4   | Анаткасы            | деревня          | 227       |
| 5   | Аниш-Ахпердино      | деревня          | 421       |
| 6   | Аслыялы             | деревня          | 83        |
| 7   | Асхва               | деревня          | 1043      |
| 8   | Атнашево            | деревня          | 997       |
| 9   | Атыково             | деревня          | 188       |
| 10  | Ачакасы             | село             | 343       |
| 11  | Ачакс               | разъезд          | 17        |
| 12  | Байгильдино         | деревня          | 395       |
| 13  | Берёзовка           | деревня          | 45        |
| 14  | Ближние Сормы       | деревня          | 268       |
| 15  | Богурданы           | деревня          | 252       |
| 16  | Большие Бикшихи     | деревня          | 1164      |
| 17  | Братьякасы          | деревня          | 208       |
| 18  | Верхнее Девлизерово | деревня          | 210       |
| 19  | Верхняя Яндоба      | деревня          | 533       |
| 20  | Воронцовка          | деревня          | 53        |
| 21  | Вторые Хормалы      | деревня          | 233       |
| 22  | Вурман-Янишево      | деревня          | 331       |
| 23  | Вутабоси            | село             | 855       |
| 24  | Высоковка Вторая    | село             | 24        |
| 25  | Высоковка Первая    | село             | 19        |
| 26  | Дальние Сормы       | деревня          | 328       |
| 27  | Дмитриевка          | деревня          | 30        |
| 28  | Елмачи              | деревня          | 372       |
| 29  | Задние Яндоуши      | деревня          | 218       |
| 30  | Зеленовка           | деревня          | 39        |
| 31  | Зелёный             | посёлок          | 87        |
| 32  | Имелево             | деревня          | 176       |
| 33  | Ирдеменево-Кошки    | деревня          | 136       |
| 34  | Ирх-Сирмы           | деревня          | 65        |
| 35  | Каликово            | деревня          | 282       |
| 36  | Калиновка           | деревня          | 223       |
| 37  | Караклы             | деревня          | 608       |
| 38  | Кармамеи            | выселок          | 138       |
| 39  | Кармамеи            | деревня          | 882       |
| 40  | Кашкар-Сирмы        | деревня          | 77        |
| 41  | Келте-Сюле          | деревня          | 88        |
| 42  | Кибечи              | выселок          | 36        |
| 43  | Кибечи              | разъезд          | 2         |
| 44  | Кошноруй            | деревня          | 261       |
| 45  | Лесной              | выселок          | 145       |
| 46  | Малая Андреевка     | деревня          | 154       |
| 47  | Малдыкасы           | деревня          | 403       |
| 48  | Малды-Питикасы      | деревня          | 102       |
| 49  | Малое Тугаево       | деревня          | 213       |
| 50  | Малые Бикшихи       | деревня          | 1470      |
| 51  | Малые Кибечи        | село             | 1105      |
| 52  | Матькасы            | деревня          | 27        |
| 53  | Маяк                | деревня          | 276       |
| 54  | Мокры               | деревня          | 514       |
| 55  | Мокры               | разъезд          | 0         |
| 56  | Напольные Котяки    | деревня          | 747       |
| 57  | Нижнее Девлизерово  | деревня          | 171       |
| 58  | Нижние Кибечи       | деревня          | 347       |
| 59  | Нижние Татмыши      | деревня          | 196       |
| 60  | Новая Яндоба        | деревня          | 212       |
| 61  | Новое Урюмово       | деревня          | 784       |
| 62  | Новые Ачакасы       | деревня          | 541       |
| 63  | Новые Бюрженеры     | деревня          | 387       |
| 64  | Новые Мамеи         | выселок          | 188       |
| 65  | Новые Мамеи         | деревня          | 347       |
| 66  | Новые Пинеры        | деревня          | 130       |
| 67  | Новые Турмыши       | деревня          | 141       |
| 68  | Новые Челкасы       | деревня          | 217       |
| 69  | Новые Шальтямы      | деревня          | 516       |
| 70  | Новые Шорданы       | деревня          | 90        |
| 71  | Новый               | посёлок          | 66        |
| 72  | Оженары             | деревня          | 592       |
| 73  | Передние Яндоуши    | деревня          | 209       |
| 74  | Пожарпоси           | деревня          | 86        |
| 75  | Семёновка           | деревня          | 175       |
| 76  | Сеспель             | деревня          | 511       |
| 77  | Сив-Сирма           | деревня          | 56        |
| 78  | Сиделево            | деревня          | 532       |
| 79  | Средние Кибечи      | деревня          | 286       |
| 80  | Средние Татмыши     | деревня          | 279       |
| 81  | Старое Ахпердино    | деревня          | 251       |
| 82  | Старые Шальтямы     | деревня          | 294       |
| 83  | Сугайкасы           | деревня          | 1170      |
| 84  | Сядорга-Сирмы       | деревня          | 297       |
| 85  | Тобурданово         | село             | 1059      |
| 86  | Туруново            | деревня          | 658       |
| 87  | Тюлькой             | деревня          | 55        |
| 88  | Ухманы              | село             | 1228      |
| 89  | Хунав               | деревня          | 119       |
| 90  | Хучель              | деревня          | 261       |
| 91  | Чагаси              | деревня          | 756       |
| 92  | Челкумаги           | деревня          | 523       |
| 93  | Чинквары            | выселок          | 57        |
| 94  | Чиршкасы            | деревня          | 255       |
| 95  | Шакулово            | село             | 417       |
| 96  | Шибылги             | село             | 784       |
| 97  | Шигали              | село             | 293       |
| 98  | Шихазаны            | выселок          | 62        |
| 99  | Шихазаны            | село             | 2998      |
| 100 | Шоркасы             | село             | 246       |
| 101 | Юманзары            | деревня          | 679       |
| 102 | Яманово             | деревня          | 371       |
| 103 | Ямашево             | село             | 568       |
| 104 | Ямбахтино           | деревня          | 65        |
| 105 | Ямурза              | деревня          | 336       |
| 106 | Янгличи             | посёлок разъезда | 4         |
| 107 | Янгличи             | село             | 679       |
| 108 | Яшкильдино          | деревня          | 199       |

### Козловский
| №  | Населённый пункт  | Тип                     | Население                                                                                  |
| -- | ----------------- | ----------------------- | ------------------------------------------------------------------------------------------ |
| 1  | Аблязово          | деревня                 | 46                                                                                         |
| 2  | Айдарово          | деревня                 | 16                                                                                         |
| 3  | Альменево         | деревня                 | 171                                                                                        |
| 4  | Андреево-Базары   | деревня                 | 463                                                                                        |
| 5  | Аттиково          | село                    | Получено слишком много сущностей из Викиданные. Количество загруженных сущностей: 500/500. |
| 6  | Байгулово         | село                    | Получено слишком много сущностей из Викиданные. Количество загруженных сущностей: 500/500. |
| 7  | Байметево         | деревня                 | Получено слишком много сущностей из Викиданные. Количество загруженных сущностей: 500/500. |
| 8  | Баланово          | деревня                 | Получено слишком много сущностей из Викиданные. Количество загруженных сущностей: 500/500. |
| 9  | Бигильдино        | деревня                 | Получено слишком много сущностей из Викиданные. Количество загруженных сущностей: 500/500. |
| 10 | Бишево            | деревня                 | Получено слишком много сущностей из Викиданные. Количество загруженных сущностей: 500/500. |
| 11 | Верхнее Анчиково  | деревня                 | Получено слишком много сущностей из Викиданные. Количество загруженных сущностей: 500/500. |
| 12 | Верхнее Байгулово | деревня                 | Получено слишком много сущностей из Викиданные. Количество загруженных сущностей: 500/500. |
| 13 | Верхний Курган    | деревня                 | Получено слишком много сущностей из Викиданные. Количество загруженных сущностей: 500/500. |
| 14 | Воробьевка        | деревня                 | Получено слишком много сущностей из Викиданные. Количество загруженных сущностей: 500/500. |
| 15 | Вурманкасы        | деревня                 | Получено слишком много сущностей из Викиданные. Количество загруженных сущностей: 500/500. |
| 16 | Гришкино          | деревня                 | Получено слишком много сущностей из Викиданные. Количество загруженных сущностей: 500/500. |
| 17 | Дятлино           | деревня                 | Получено слишком много сущностей из Викиданные. Количество загруженных сущностей: 500/500. |
| 18 | Емёткино          | деревня                 | Получено слишком много сущностей из Викиданные. Количество загруженных сущностей: 500/500. |
| 19 | Илебары           | деревня                 | Получено слишком много сущностей из Викиданные. Количество загруженных сущностей: 500/500. |
| 20 | Казаково          | деревня                 | Получено слишком много сущностей из Викиданные. Количество загруженных сущностей: 500/500. |
| 21 | Калугино          | деревня                 | Получено слишком много сущностей из Викиданные. Количество загруженных сущностей: 500/500. |
| 22 | Карамышево        | село                    | Получено слишком много сущностей из Викиданные. Количество загруженных сущностей: 500/500. |
| 23 | Карачево          | село                    | Получено слишком много сущностей из Викиданные. Количество загруженных сущностей: 500/500. |
| 24 | Картлуево         | деревня                 | Получено слишком много сущностей из Викиданные. Количество загруженных сущностей: 500/500. |
| 25 | Карцев-Починок    | деревня                 | Получено слишком много сущностей из Викиданные. Количество загруженных сущностей: 500/500. |
| 26 | Катергино         | деревня                 | Получено слишком много сущностей из Викиданные. Количество загруженных сущностей: 500/500. |
| 27 | Кинеры            | деревня                 | Получено слишком много сущностей из Викиданные. Количество загруженных сущностей: 500/500. |
| 28 | Козловка          | город                   | Получено слишком много сущностей из Викиданные. Количество загруженных сущностей: 500/500. |
| 29 | Криуши            | деревня                 | Получено слишком много сущностей из Викиданные. Количество загруженных сущностей: 500/500. |
| 30 | Кудемеры          | деревня                 | Получено слишком много сущностей из Викиданные. Количество загруженных сущностей: 500/500. |
| 31 | Курочкино         | деревня                 | Получено слишком много сущностей из Викиданные. Количество загруженных сущностей: 500/500. |
| 32 | Липово            | деревня                 | Получено слишком много сущностей из Викиданные. Количество загруженных сущностей: 500/500. |
| 33 | Малое Бишево      | деревня                 | Получено слишком много сущностей из Викиданные. Количество загруженных сущностей: 500/500. |
| 34 | Малое Карачево    | деревня                 | Получено слишком много сущностей из Викиданные. Количество загруженных сущностей: 500/500. |
| 35 | Мартыново         | деревня                 | Получено слишком много сущностей из Викиданные. Количество загруженных сущностей: 500/500. |
| 36 | Масловка          | деревня                 | Получено слишком много сущностей из Викиданные. Количество загруженных сущностей: 500/500. |
| 37 | Можары            | деревня                 | Получено слишком много сущностей из Викиданные. Количество загруженных сущностей: 500/500. |
| 38 | Мурзаево          | деревня                 | Получено слишком много сущностей из Викиданные. Количество загруженных сущностей: 500/500. |
| 39 | Нижнее Анчиково   | деревня                 | Получено слишком много сущностей из Викиданные. Количество загруженных сущностей: 500/500. |
| 40 | Новая Деревня     | деревня                 | Получено слишком много сущностей из Викиданные. Количество загруженных сущностей: 500/500. |
| 41 | Новая Тюрлема     | деревня                 | Получено слишком много сущностей из Викиданные. Количество загруженных сущностей: 500/500. |
| 42 | Новое Шутнерово   | деревня                 | Получено слишком много сущностей из Викиданные. Количество загруженных сущностей: 500/500. |
| 43 | Новородионовка    | деревня                 | Получено слишком много сущностей из Викиданные. Количество загруженных сущностей: 500/500. |
| 44 | Олмалуй           | деревня                 | Получено слишком много сущностей из Викиданные. Количество загруженных сущностей: 500/500. |
| 45 | Осинкино          | деревня                 | Получено слишком много сущностей из Викиданные. Количество загруженных сущностей: 500/500. |
| 46 | Осиново           | деревня                 | Получено слишком много сущностей из Викиданные. Количество загруженных сущностей: 500/500. |
| 47 | Пиженькасы        | деревня                 | Получено слишком много сущностей из Викиданные. Количество загруженных сущностей: 500/500. |
| 48 | Пиндиково         | деревня                 | Получено слишком много сущностей из Викиданные. Количество загруженных сущностей: 500/500. |
| 49 | Решетниково       | деревня                 | Получено слишком много сущностей из Викиданные. Количество загруженных сущностей: 500/500. |
| 50 | Семенчино         | деревня                 | Получено слишком много сущностей из Викиданные. Количество загруженных сущностей: 500/500. |
| 51 | Сирекли           | деревня                 | Получено слишком много сущностей из Викиданные. Количество загруженных сущностей: 500/500. |
| 52 | Солдыбаево        | деревня                 | Получено слишком много сущностей из Викиданные. Количество загруженных сущностей: 500/500. |
| 53 | Старая Тюрлема    | деревня                 | Получено слишком много сущностей из Викиданные. Количество загруженных сущностей: 500/500. |
| 54 | Тоганашево        | деревня                 | Получено слишком много сущностей из Викиданные. Количество загруженных сущностей: 500/500. |
| 55 | Токташево         | деревня                 | Получено слишком много сущностей из Викиданные. Количество загруженных сущностей: 500/500. |
| 56 | Толбаево          | деревня                 | Получено слишком много сущностей из Викиданные. Количество загруженных сущностей: 500/500. |
| 57 | Тюрлема           | железнодорожная станция | Получено слишком много сущностей из Викиданные. Количество загруженных сущностей: 500/500. |
| 58 | Уразметево        | деревня                 | Получено слишком много сущностей из Викиданные. Количество загруженных сущностей: 500/500. |
| 59 | Чешлама           | деревня                 | Получено слишком много сущностей из Викиданные. Количество загруженных сущностей: 500/500. |
| 60 | Чешлама           | разъезд                 | Получено слишком много сущностей из Викиданные. Количество загруженных сущностей: 500/500. |
| 61 | Чувашское Исенево | деревня                 | Получено слишком много сущностей из Викиданные. Количество загруженных сущностей: 500/500. |
| 62 | Шималахово        | деревня                 | Получено слишком много сущностей из Викиданные. Количество загруженных сущностей: 500/500. |
| 63 | Шименеево         | деревня                 | Получено слишком много сущностей из Викиданные. Количество загруженных сущностей: 500/500. |
| 64 | Шутнерово         | деревня                 | Получено слишком много сущностей из Викиданные. Количество загруженных сущностей: 500/500. |
| 65 | Ягунькино         | деревня                 | Получено слишком много сущностей из Викиданные. Количество загруженных сущностей: 500/500. |
| 66 | Янгильдино        | село                    | Получено слишком много сущностей из Викиданные. Количество загруженных сущностей: 500/500. |
| 67 | Янтиково          | деревня                 | Получено слишком много сущностей из Викиданные. Количество загруженных сущностей: 500/500. |

### Комсомольский
| №  | Населённый пункт     | Тип     | Население                                                                                  |
| -- | -------------------- | ------- | ------------------------------------------------------------------------------------------ |
| 1  | Александровка        | деревня | Получено слишком много сущностей из Викиданные. Количество загруженных сущностей: 500/500. |
| 2  | Альбусь-Сюрбеево     | деревня | Получено слишком много сущностей из Викиданные. Количество загруженных сущностей: 500/500. |
| 3  | Асаново              | деревня | Получено слишком много сущностей из Викиданные. Количество загруженных сущностей: 500/500. |
| 4  | Ахметово             | деревня | Получено слишком много сущностей из Викиданные. Количество загруженных сущностей: 500/500. |
| 5  | Байбахтино           | деревня | Получено слишком много сущностей из Викиданные. Количество загруженных сущностей: 500/500. |
| 6  | Васильевка           | деревня | Получено слишком много сущностей из Викиданные. Количество загруженных сущностей: 500/500. |
| 7  | Верхнее Тимерчеево   | деревня | Получено слишком много сущностей из Викиданные. Количество загруженных сущностей: 500/500. |
| 8  | Вотланы              | деревня | Получено слишком много сущностей из Викиданные. Количество загруженных сущностей: 500/500. |
| 9  | Дубовка              | деревня | Получено слишком много сущностей из Викиданные. Количество загруженных сущностей: 500/500. |
| 10 | Ендоба               | деревня | Получено слишком много сущностей из Викиданные. Количество загруженных сущностей: 500/500. |
| 11 | Ивашкино             | деревня | Получено слишком много сущностей из Викиданные. Количество загруженных сущностей: 500/500. |
| 12 | Кайнлык              | деревня | Получено слишком много сущностей из Викиданные. Количество загруженных сущностей: 500/500. |
| 13 | Киров                | посёлок | Получено слишком много сущностей из Викиданные. Количество загруженных сущностей: 500/500. |
| 14 | Комсомольское        | село    | Получено слишком много сущностей из Викиданные. Количество загруженных сущностей: 500/500. |
| 15 | Корезино             | село    | Получено слишком много сущностей из Викиданные. Количество загруженных сущностей: 500/500. |
| 16 | Луцкое               | село    | Получено слишком много сущностей из Викиданные. Количество загруженных сущностей: 500/500. |
| 17 | Малые Кошелеи        | деревня | Получено слишком много сущностей из Викиданные. Количество загруженных сущностей: 500/500. |
| 18 | Напольное Сюрбеево   | деревня | Получено слишком много сущностей из Викиданные. Количество загруженных сущностей: 500/500. |
| 19 | Нижнее Тимерчеево    | деревня | Получено слишком много сущностей из Викиданные. Количество загруженных сущностей: 500/500. |
| 20 | Нижние Бюртли-Шигали | деревня | Получено слишком много сущностей из Викиданные. Количество загруженных сущностей: 500/500. |
| 21 | Новоалександровка    | деревня | Получено слишком много сущностей из Викиданные. Количество загруженных сущностей: 500/500. |
| 22 | Новое Бикмурзино     | деревня | Получено слишком много сущностей из Викиданные. Количество загруженных сущностей: 500/500. |
| 23 | Новое Изамбаево      | деревня | Получено слишком много сущностей из Викиданные. Количество загруженных сущностей: 500/500. |
| 24 | Новочелны-Сюрбеево   | село    | Получено слишком много сущностей из Викиданные. Количество загруженных сущностей: 500/500. |
| 25 | Новые Высли          | деревня | Получено слишком много сущностей из Викиданные. Количество загруженных сущностей: 500/500. |
| 26 | Новые Кошелеи        | деревня | Получено слишком много сущностей из Викиданные. Количество загруженных сущностей: 500/500. |
| 27 | Новые Мураты         | деревня | Получено слишком много сущностей из Викиданные. Количество загруженных сущностей: 500/500. |
| 28 | Новый Сундырь        | деревня | Получено слишком много сущностей из Викиданные. Количество загруженных сущностей: 500/500. |
| 29 | Нюргечи              | деревня | Получено слишком много сущностей из Викиданные. Количество загруженных сущностей: 500/500. |
| 30 | Подлесные Чурачики   | деревня | Получено слишком много сущностей из Викиданные. Количество загруженных сущностей: 500/500. |
| 31 | Полевое Шептахово    | деревня | Получено слишком много сущностей из Викиданные. Количество загруженных сущностей: 500/500. |
| 32 | Полевой Сундырь      | деревня | Получено слишком много сущностей из Викиданные. Количество загруженных сущностей: 500/500. |
| 33 | Полевые Инели        | деревня | Получено слишком много сущностей из Викиданные. Количество загруженных сущностей: 500/500. |
| 34 | Полевые Яуши         | деревня | Получено слишком много сущностей из Викиданные. Количество загруженных сущностей: 500/500. |
| 35 | Починок-Быбыть       | деревня | Получено слишком много сущностей из Викиданные. Количество загруженных сущностей: 500/500. |
| 36 | Починок-Инели        | деревня | Получено слишком много сущностей из Викиданные. Количество загруженных сущностей: 500/500. |
| 37 | Старочелны-Сюрбеево  | село    | Получено слишком много сущностей из Викиданные. Количество загруженных сущностей: 500/500. |
| 38 | Старые Высли         | деревня | Получено слишком много сущностей из Викиданные. Количество загруженных сущностей: 500/500. |
| 39 | Старые Мураты        | деревня | Получено слишком много сущностей из Викиданные. Количество загруженных сущностей: 500/500. |
| 40 | Старый Сундырь       | деревня | Получено слишком много сущностей из Викиданные. Количество загруженных сущностей: 500/500. |
| 41 | Степное Яниково      | деревня | Получено слишком много сущностей из Викиданные. Количество загруженных сущностей: 500/500. |
| 42 | Степные Шихазаны     | деревня | Получено слишком много сущностей из Викиданные. Количество загруженных сущностей: 500/500. |
| 43 | Сюрбей-Токаево       | деревня | Получено слишком много сущностей из Викиданные. Количество загруженных сущностей: 500/500. |
| 44 | Татарские Шуруты     | деревня | Получено слишком много сущностей из Викиданные. Количество загруженных сущностей: 500/500. |
| 45 | Татарское Ивашкино   | деревня | Получено слишком много сущностей из Викиданные. Количество загруженных сущностей: 500/500. |
| 46 | Твеняшево            | деревня | Получено слишком много сущностей из Викиданные. Количество загруженных сущностей: 500/500. |
| 47 | Токаево              | село    | Получено слишком много сущностей из Викиданные. Количество загруженных сущностей: 500/500. |
| 48 | Тугаево              | село    | Получено слишком много сущностей из Викиданные. Количество загруженных сущностей: 500/500. |
| 49 | Тябердино-Эткерово   | деревня | Получено слишком много сущностей из Викиданные. Количество загруженных сущностей: 500/500. |
| 50 | Урмаево              | село    | Получено слишком много сущностей из Викиданные. Количество загруженных сущностей: 500/500. |
| 51 | Чичканы              | деревня | Получено слишком много сущностей из Викиданные. Количество загруженных сущностей: 500/500. |
| 52 | Чурачики             | село    | Получено слишком много сущностей из Викиданные. Количество загруженных сущностей: 500/500. |
| 53 | Шерауты              | село    | Получено слишком много сущностей из Викиданные. Количество загруженных сущностей: 500/500. |
| 54 | Шурут-Нурусово       | деревня | Получено слишком много сущностей из Викиданные. Количество загруженных сущностей: 500/500. |

### Красноармейский
| №  | Населённый пункт | Тип                     | Население                                                                                  |
| -- | ---------------- | ----------------------- | ------------------------------------------------------------------------------------------ |
| 1  | Албахтино        | деревня                 | Получено слишком много сущностей из Викиданные. Количество загруженных сущностей: 500/500. |
| 2  | Алманчино        | село                    | Получено слишком много сущностей из Викиданные. Количество загруженных сущностей: 500/500. |
| 3  | Анаткасы         | деревня                 | Получено слишком много сущностей из Викиданные. Количество загруженных сущностей: 500/500. |
| 4  | Арзюнакасы       | деревня                 | Получено слишком много сущностей из Викиданные. Количество загруженных сущностей: 500/500. |
| 5  | Байсубино        | деревня                 | Получено слишком много сущностей из Викиданные. Количество загруженных сущностей: 500/500. |
| 6  | Большая Шатьма   | село                    | Получено слишком много сущностей из Викиданные. Количество загруженных сущностей: 500/500. |
| 7  | Бурундуки        | деревня                 | Получено слишком много сущностей из Викиданные. Количество загруженных сущностей: 500/500. |
| 8  | Ванюшкасы        | деревня                 | Получено слишком много сущностей из Викиданные. Количество загруженных сущностей: 500/500. |
| 9  | Васнары          | деревня                 | Получено слишком много сущностей из Викиданные. Количество загруженных сущностей: 500/500. |
| 10 | Верхние Кожары   | деревня                 | Получено слишком много сущностей из Викиданные. Количество загруженных сущностей: 500/500. |
| 11 | Верхняя Типсирма | деревня                 | Получено слишком много сущностей из Викиданные. Количество загруженных сущностей: 500/500. |
| 12 | Вотланы          | деревня                 | Получено слишком много сущностей из Викиданные. Количество загруженных сущностей: 500/500. |
| 13 | Вурманкас-Чурино | деревня                 | Получено слишком много сущностей из Викиданные. Количество загруженных сущностей: 500/500. |
| 14 | Вурманкасы       | деревня                 | Получено слишком много сущностей из Викиданные. Количество загруженных сущностей: 500/500. |
| 15 | Вурманкасы       | деревня                 | Получено слишком много сущностей из Викиданные. Количество загруженных сущностей: 500/500. |
| 16 | Вурманкасы       | деревня                 | Получено слишком много сущностей из Викиданные. Количество загруженных сущностей: 500/500. |
| 17 | Голов            | деревня                 | Получено слишком много сущностей из Викиданные. Количество загруженных сущностей: 500/500. |
| 18 | Дворики          | деревня                 | Получено слишком много сущностей из Викиданные. Количество загруженных сущностей: 500/500. |
| 19 | Досаево          | деревня                 | Получено слишком много сущностей из Викиданные. Количество загруженных сущностей: 500/500. |
| 20 | Дубовка          | деревня                 | Получено слишком много сущностей из Викиданные. Количество загруженных сущностей: 500/500. |
| 21 | Енешкасы         | деревня                 | Получено слишком много сущностей из Викиданные. Количество загруженных сущностей: 500/500. |
| 22 | Задние Карыки    | деревня                 | Получено слишком много сущностей из Викиданные. Количество загруженных сущностей: 500/500. |
| 23 | Именево          | село                    | Получено слишком много сущностей из Викиданные. Количество загруженных сущностей: 500/500. |
| 24 | Исаково          | село                    | Получено слишком много сущностей из Викиданные. Количество загруженных сущностей: 500/500. |
| 25 | Караево          | село                    | Получено слишком много сущностей из Викиданные. Количество загруженных сущностей: 500/500. |
| 26 | Кивьялы          | деревня                 | Получено слишком много сущностей из Викиданные. Количество загруженных сущностей: 500/500. |
| 27 | Кирегаси         | деревня                 | Получено слишком много сущностей из Викиданные. Количество загруженных сущностей: 500/500. |
| 28 | Кожары           | деревня                 | Получено слишком много сущностей из Викиданные. Количество загруженных сущностей: 500/500. |
| 29 | Кошки            | деревня                 | Получено слишком много сущностей из Викиданные. Количество загруженных сущностей: 500/500. |
| 30 | Красноармейское  | село                    | Получено слишком много сущностей из Викиданные. Количество загруженных сущностей: 500/500. |
| 31 | Крендейкасы      | деревня                 | Получено слишком много сущностей из Викиданные. Количество загруженных сущностей: 500/500. |
| 32 | Кумагалы         | деревня                 | Получено слишком много сущностей из Викиданные. Количество загруженных сущностей: 500/500. |
| 33 | Кюль-Сирма       | деревня                 | Получено слишком много сущностей из Викиданные. Количество загруженных сущностей: 500/500. |
| 34 | Кюльхири         | деревня                 | Получено слишком много сущностей из Викиданные. Количество загруженных сущностей: 500/500. |
| 35 | Липовка          | деревня                 | Получено слишком много сущностей из Викиданные. Количество загруженных сущностей: 500/500. |
| 36 | Малые Собары     | деревня                 | Получено слишком много сущностей из Викиданные. Количество загруженных сущностей: 500/500. |
| 37 | Малые Чёллы      | деревня                 | Получено слишком много сущностей из Викиданные. Количество загруженных сущностей: 500/500. |
| 38 | Нижние Кожары    | деревня                 | Получено слишком много сущностей из Викиданные. Количество загруженных сущностей: 500/500. |
| 39 | Нижняя Типсирма  | деревня                 | Получено слишком много сущностей из Викиданные. Количество загруженных сущностей: 500/500. |
| 40 | Нимичкасы        | деревня                 | Получено слишком много сущностей из Викиданные. Количество загруженных сущностей: 500/500. |
| 41 | Новые Выселки    | деревня                 | Получено слишком много сущностей из Викиданные. Количество загруженных сущностей: 500/500. |
| 42 | Новые Игити      | деревня                 | Получено слишком много сущностей из Викиданные. Количество загруженных сущностей: 500/500. |
| 43 | Оба-Сирма        | деревня                 | Получено слишком много сущностей из Викиданные. Количество загруженных сущностей: 500/500. |
| 44 | Ойрисюрт         | деревня                 | Получено слишком много сущностей из Викиданные. Количество загруженных сущностей: 500/500. |
| 45 | Очкасы           | деревня                 | Получено слишком много сущностей из Викиданные. Количество загруженных сущностей: 500/500. |
| 46 | Первые Синьялы   | деревня                 | Получено слишком много сущностей из Викиданные. Количество загруженных сущностей: 500/500. |
| 47 | Передние Карыки  | деревня                 | Получено слишком много сущностей из Викиданные. Количество загруженных сущностей: 500/500. |
| 48 | Пикшики          | деревня                 | Получено слишком много сущностей из Викиданные. Количество загруженных сущностей: 500/500. |
| 49 | Полайкасы        | деревня                 | Получено слишком много сущностей из Викиданные. Количество загруженных сущностей: 500/500. |
| 50 | Пшонги           | деревня                 | Получено слишком много сущностей из Викиданные. Количество загруженных сущностей: 500/500. |
| 51 | Санькасы         | деревня                 | Получено слишком много сущностей из Викиданные. Количество загруженных сущностей: 500/500. |
| 52 | Серткасы         | деревня                 | Получено слишком много сущностей из Викиданные. Количество загруженных сущностей: 500/500. |
| 53 | Сесмеры          | деревня                 | Получено слишком много сущностей из Викиданные. Количество загруженных сущностей: 500/500. |
| 54 | Синьял-Караево   | деревня                 | Получено слишком много сущностей из Викиданные. Количество загруженных сущностей: 500/500. |
| 55 | Синьял-Убеево    | деревня                 | Получено слишком много сущностей из Викиданные. Количество загруженных сущностей: 500/500. |
| 56 | Синьял-Чурино    | деревня                 | Получено слишком много сущностей из Викиданные. Количество загруженных сущностей: 500/500. |
| 57 | Синьял-Шатьма    | деревня                 | Получено слишком много сущностей из Викиданные. Количество загруженных сущностей: 500/500. |
| 58 | Сирикли          | деревня                 | Получено слишком много сущностей из Викиданные. Количество загруженных сущностей: 500/500. |
| 59 | Сирмапоси        | деревня                 | Получено слишком много сущностей из Викиданные. Количество загруженных сущностей: 500/500. |
| 60 | Сормхири         | деревня                 | Получено слишком много сущностей из Викиданные. Количество загруженных сущностей: 500/500. |
| 61 | Старые Игити     | деревня                 | Получено слишком много сущностей из Викиданные. Количество загруженных сущностей: 500/500. |
| 62 | Сявалсирма       | деревня                 | Получено слишком много сущностей из Викиданные. Количество загруженных сущностей: 500/500. |
| 63 | Таныши           | деревня                 | Получено слишком много сущностей из Викиданные. Количество загруженных сущностей: 500/500. |
| 64 | Тватпюрть        | деревня                 | Получено слишком много сущностей из Викиданные. Количество загруженных сущностей: 500/500. |
| 65 | Типвары          | деревня                 | Получено слишком много сущностей из Викиданные. Количество загруженных сущностей: 500/500. |
| 66 | Тоганаши         | деревня                 | Получено слишком много сущностей из Викиданные. Количество загруженных сущностей: 500/500. |
| 67 | Траки            | железнодорожная станция | Получено слишком много сущностей из Викиданные. Количество загруженных сущностей: 500/500. |
| 68 | Тузи-Чурино      | деревня                 | Получено слишком много сущностей из Викиданные. Количество загруженных сущностей: 500/500. |
| 69 | Убеево           | село                    | Получено слишком много сущностей из Викиданные. Количество загруженных сущностей: 500/500. |
| 70 | Хлеси            | деревня                 | Получено слишком много сущностей из Викиданные. Количество загруженных сущностей: 500/500. |
| 71 | Хозакасы         | деревня                 | Получено слишком много сущностей из Викиданные. Количество загруженных сущностей: 500/500. |
| 72 | Чадукасы         | деревня                 | Получено слишком много сущностей из Викиданные. Количество загруженных сущностей: 500/500. |
| 73 | Четрики          | деревня                 | Получено слишком много сущностей из Викиданные. Количество загруженных сущностей: 500/500. |
| 74 | Чиганары         | деревня                 | Получено слишком много сущностей из Викиданные. Количество загруженных сущностей: 500/500. |
| 75 | Чумаши           | деревня                 | Получено слишком много сущностей из Викиданные. Количество загруженных сущностей: 500/500. |
| 76 | Шивбоси          | деревня                 | Получено слишком много сущностей из Викиданные. Количество загруженных сущностей: 500/500. |
| 77 | Шинарпоси        | деревня                 | Получено слишком много сущностей из Викиданные. Количество загруженных сущностей: 500/500. |
| 78 | Шипырлавар       | деревня                 | Получено слишком много сущностей из Викиданные. Количество загруженных сущностей: 500/500. |
| 79 | Шорги            | деревня                 | Получено слишком много сущностей из Викиданные. Количество загруженных сущностей: 500/500. |
| 80 | Шупоси           | деревня                 | Получено слишком много сущностей из Викиданные. Количество загруженных сущностей: 500/500. |
| 81 | Ыхракасы         | деревня                 | Получено слишком много сущностей из Викиданные. Количество загруженных сущностей: 500/500. |
| 82 | Юпрямы           | деревня                 | Получено слишком много сущностей из Викиданные. Количество загруженных сущностей: 500/500. |
| 83 | Юськасы          | деревня                 | Получено слишком много сущностей из Викиданные. Количество загруженных сущностей: 500/500. |
| 84 | Ямайкасы         | деревня                 | Получено слишком много сущностей из Викиданные. Количество загруженных сущностей: 500/500. |
| 85 | Яманаки          | деревня                 | Получено слишком много сущностей из Викиданные. Количество загруженных сущностей: 500/500. |
| 86 | Янгасы           | деревня                 | Получено слишком много сущностей из Викиданные. Количество загруженных сущностей: 500/500. |
| 87 | Янмурзино        | деревня                 | Получено слишком много сущностей из Викиданные. Количество загруженных сущностей: 500/500. |
| 88 | Яншихово-Челлы   | деревня                 | Получено слишком много сущностей из Викиданные. Количество загруженных сущностей: 500/500. |
| 89 | Яшкильдино       | деревня                 | Получено слишком много сущностей из Викиданные. Количество загруженных сущностей: 500/500. |

### Красночетайский
| №  | Населённый пункт | Тип     | Население                                                                                  |
| -- | ---------------- | ------- | ------------------------------------------------------------------------------------------ |
| 1  | Акташи           | деревня | Получено слишком много сущностей из Викиданные. Количество загруженных сущностей: 500/500. |
| 2  | Акчикасы         | деревня | Получено слишком много сущностей из Викиданные. Количество загруженных сущностей: 500/500. |
| 3  | Аликово          | деревня | Получено слишком много сущностей из Викиданные. Количество загруженных сущностей: 500/500. |
| 4  | Арайкасы         | деревня | Получено слишком много сущностей из Викиданные. Количество загруженных сущностей: 500/500. |
| 5  | Атнары           | село    | Получено слишком много сущностей из Викиданные. Количество загруженных сущностей: 500/500. |
| 6  | Баймашкино       | село    | Получено слишком много сущностей из Викиданные. Количество загруженных сущностей: 500/500. |
| 7  | Берёзовка        | деревня | Получено слишком много сущностей из Викиданные. Количество загруженных сущностей: 500/500. |
| 8  | Большие Атмени   | деревня | Получено слишком много сущностей из Викиданные. Количество загруженных сущностей: 500/500. |
| 9  | Верхнее Аккозино | деревня | Получено слишком много сущностей из Викиданные. Количество загруженных сущностей: 500/500. |
| 10 | Вишенеры         | деревня | Получено слишком много сущностей из Викиданные. Количество загруженных сущностей: 500/500. |
| 11 | Вторые Хоршеваши | деревня | Получено слишком много сущностей из Викиданные. Количество загруженных сущностей: 500/500. |
| 12 | Горбатовка       | деревня | Получено слишком много сущностей из Викиданные. Количество загруженных сущностей: 500/500. |
| 13 | Дубовка          | деревня | Получено слишком много сущностей из Викиданные. Количество загруженных сущностей: 500/500. |
| 14 | Жукино           | деревня | Получено слишком много сущностей из Викиданные. Количество загруженных сущностей: 500/500. |
| 15 | Ижекей           | деревня | Получено слишком много сущностей из Викиданные. Количество загруженных сущностей: 500/500. |
| 16 | Испуханы         | деревня | Получено слишком много сущностей из Викиданные. Количество загруженных сущностей: 500/500. |
| 17 | Калугино         | деревня | Получено слишком много сущностей из Викиданные. Количество загруженных сущностей: 500/500. |
| 18 | Карк-Сирмы       | деревня | Получено слишком много сущностей из Викиданные. Количество загруженных сущностей: 500/500. |
| 19 | Кишля            | деревня | Получено слишком много сущностей из Викиданные. Количество загруженных сущностей: 500/500. |
| 20 | Кошкильдино      | деревня | Получено слишком много сущностей из Викиданные. Количество загруженных сущностей: 500/500. |
| 21 | Кошлауши         | деревня | Получено слишком много сущностей из Викиданные. Количество загруженных сущностей: 500/500. |
| 22 | Красные Четаи    | село    | Получено слишком много сущностей из Викиданные. Количество загруженных сущностей: 500/500. |
| 23 | Красный Яр       | деревня | Получено слишком много сущностей из Викиданные. Количество загруженных сущностей: 500/500. |
| 24 | Кубяши           | деревня | Получено слишком много сущностей из Викиданные. Количество загруженных сущностей: 500/500. |
| 25 | Кузнечная        | деревня | Получено слишком много сущностей из Викиданные. Количество загруженных сущностей: 500/500. |
| 26 | Кумаркино        | деревня | Получено слишком много сущностей из Викиданные. Количество загруженных сущностей: 500/500. |
| 27 | Кюрлево          | деревня | Получено слишком много сущностей из Викиданные. Количество загруженных сущностей: 500/500. |
| 28 | Лесная           | деревня | Получено слишком много сущностей из Викиданные. Количество загруженных сущностей: 500/500. |
| 29 | Липовка Вторая   | деревня | Получено слишком много сущностей из Викиданные. Количество загруженных сущностей: 500/500. |
| 30 | Липовка Первая   | деревня | Получено слишком много сущностей из Викиданные. Количество загруженных сущностей: 500/500. |
| 31 | Лоба             | деревня | Получено слишком много сущностей из Викиданные. Количество загруженных сущностей: 500/500. |
| 32 | Малиновка        | деревня | Получено слишком много сущностей из Викиданные. Количество загруженных сущностей: 500/500. |
| 33 | Малые Атмени     | деревня | Получено слишком много сущностей из Викиданные. Количество загруженных сущностей: 500/500. |
| 34 | Мижеркасы        | село    | Получено слишком много сущностей из Викиданные. Количество загруженных сущностей: 500/500. |
| 35 | Мочей            | деревня | Получено слишком много сущностей из Викиданные. Количество загруженных сущностей: 500/500. |
| 36 | Мочковаши        | деревня | Получено слишком много сущностей из Викиданные. Количество загруженных сущностей: 500/500. |
| 37 | Новые Атаи       | деревня | Получено слишком много сущностей из Викиданные. Количество загруженных сущностей: 500/500. |
| 38 | Обыково          | деревня | Получено слишком много сущностей из Викиданные. Количество загруженных сущностей: 500/500. |
| 39 | Осиново          | деревня | Получено слишком много сущностей из Викиданные. Количество загруженных сущностей: 500/500. |
| 40 | Пандиково        | село    | Получено слишком много сущностей из Викиданные. Количество загруженных сущностей: 500/500. |
| 41 | Питеркино        | деревня | Получено слишком много сущностей из Викиданные. Количество загруженных сущностей: 500/500. |
| 42 | Питишево         | деревня | Получено слишком много сущностей из Викиданные. Количество загруженных сущностей: 500/500. |
| 43 | Пчёлка           | деревня | Получено слишком много сущностей из Викиданные. Количество загруженных сущностей: 500/500. |
| 44 | Русские Атаи     | деревня | Получено слишком много сущностей из Викиданные. Количество загруженных сущностей: 500/500. |
| 45 | Санкино          | деревня | Получено слишком много сущностей из Викиданные. Количество загруженных сущностей: 500/500. |
| 46 | Сормово          | деревня | Получено слишком много сущностей из Викиданные. Количество загруженных сущностей: 500/500. |
| 47 | Сосново          | деревня | Получено слишком много сущностей из Викиданные. Количество загруженных сущностей: 500/500. |
| 48 | Старые Атаи      | деревня | Получено слишком много сущностей из Викиданные. Количество загруженных сущностей: 500/500. |
| 49 | Тарабай          | деревня | Получено слишком много сущностей из Викиданные. Количество загруженных сущностей: 500/500. |
| 50 | Тиханкино        | деревня | Получено слишком много сущностей из Викиданные. Количество загруженных сущностей: 500/500. |
| 51 | Тоганаши         | деревня | Получено слишком много сущностей из Викиданные. Количество загруженных сущностей: 500/500. |
| 52 | Томлей           | деревня | Получено слишком много сущностей из Викиданные. Количество загруженных сущностей: 500/500. |
| 53 | Торханы          | село    | Получено слишком много сущностей из Викиданные. Количество загруженных сущностей: 500/500. |
| 54 | Урумово          | деревня | Получено слишком много сущностей из Викиданные. Количество загруженных сущностей: 500/500. |
| 55 | Хвадукасы        | деревня | Получено слишком много сущностей из Викиданные. Количество загруженных сущностей: 500/500. |
| 56 | Хирлукасы        | деревня | Получено слишком много сущностей из Викиданные. Количество загруженных сущностей: 500/500. |
| 57 | Хозанкино        | деревня | Получено слишком много сущностей из Викиданные. Количество загруженных сущностей: 500/500. |
| 58 | Хорабыр          | деревня | Получено слишком много сущностей из Викиданные. Количество загруженных сущностей: 500/500. |
| 59 | Хоршеваши        | село    | Получено слишком много сущностей из Викиданные. Количество загруженных сущностей: 500/500. |
| 60 | Чербай           | деревня | Получено слишком много сущностей из Викиданные. Количество загруженных сущностей: 500/500. |
| 61 | Черемушки        | посёлок | Получено слишком много сущностей из Викиданные. Количество загруженных сущностей: 500/500. |
| 62 | Черепаново       | деревня | Получено слишком много сущностей из Викиданные. Количество загруженных сущностей: 500/500. |
| 63 | Шоля             | деревня | Получено слишком много сущностей из Викиданные. Количество загруженных сущностей: 500/500. |
| 64 | Шорово           | деревня | Получено слишком много сущностей из Викиданные. Количество загруженных сущностей: 500/500. |
| 65 | Штанаши          | село    | Получено слишком много сущностей из Викиданные. Количество загруженных сущностей: 500/500. |
| 66 | Шумшеваши        | деревня | Получено слишком много сущностей из Викиданные. Количество загруженных сущностей: 500/500. |
| 67 | Ягункино         | деревня | Получено слишком много сущностей из Викиданные. Количество загруженных сущностей: 500/500. |
| 68 | Яманы            | деревня | Получено слишком много сущностей из Викиданные. Количество загруженных сущностей: 500/500. |
| 69 | Ямаши            | деревня | Получено слишком много сущностей из Викиданные. Количество загруженных сущностей: 500/500. |
| 70 | Янгильдино       | деревня | Получено слишком много сущностей из Викиданные. Количество загруженных сущностей: 500/500. |

### Мариинско-Посадский
| №  | Населённый пункт   | Тип     | Население                                                                                  |
| -- | ------------------ | ------- | ------------------------------------------------------------------------------------------ |
| 1  | Аксарино           | деревня | Получено слишком много сущностей из Викиданные. Количество загруженных сущностей: 500/500. |
| 2  | Акшики             | деревня | Получено слишком много сущностей из Викиданные. Количество загруженных сущностей: 500/500. |
| 3  | Алмандаево         | деревня | Получено слишком много сущностей из Викиданные. Количество загруженных сущностей: 500/500. |
| 4  | Амачкино           | деревня | Получено слишком много сущностей из Викиданные. Количество загруженных сущностей: 500/500. |
| 5  | Анаткасы           | деревня | Получено слишком много сущностей из Викиданные. Количество загруженных сущностей: 500/500. |
| 6  | Арзаматово         | деревня | Получено слишком много сущностей из Викиданные. Количество загруженных сущностей: 500/500. |
| 7  | Астакасы           | деревня | Получено слишком много сущностей из Викиданные. Количество загруженных сущностей: 500/500. |
| 8  | Бичурино           | село    | Получено слишком много сущностей из Викиданные. Количество загруженных сущностей: 500/500. |
| 9  | Большое Аккозино   | деревня | Получено слишком много сущностей из Викиданные. Количество загруженных сущностей: 500/500. |
| 10 | Большое Камаево    | деревня | Получено слишком много сущностей из Викиданные. Количество загруженных сущностей: 500/500. |
| 11 | Большое Маклашкино | деревня | Получено слишком много сущностей из Викиданные. Количество загруженных сущностей: 500/500. |
| 12 | Большое Шигаево    | деревня | Получено слишком много сущностей из Викиданные. Количество загруженных сущностей: 500/500. |
| 13 | Большое Яндуганово | деревня | Получено слишком много сущностей из Викиданные. Количество загруженных сущностей: 500/500. |
| 14 | Верхние Ирх-Сирмы  | деревня | Получено слишком много сущностей из Викиданные. Количество загруженных сущностей: 500/500. |
| 15 | Водолеево          | деревня | Получено слишком много сущностей из Викиданные. Количество загруженных сущностей: 500/500. |
| 16 | Вороново           | деревня | Получено слишком много сущностей из Викиданные. Количество загруженных сущностей: 500/500. |
| 17 | Второе Чурашево    | деревня | Получено слишком много сущностей из Викиданные. Количество загруженных сущностей: 500/500. |
| 18 | Вторые Чекуры      | деревня | Получено слишком много сущностей из Викиданные. Количество загруженных сущностей: 500/500. |
| 19 | Вурманкасы         | деревня | Получено слишком много сущностей из Викиданные. Количество загруженных сущностей: 500/500. |
| 20 | Вурман-Кошки       | деревня | Получено слишком много сущностей из Викиданные. Количество загруженных сущностей: 500/500. |
| 21 | Вурман-Пилемчи     | деревня | Получено слишком много сущностей из Викиданные. Количество загруженных сущностей: 500/500. |
| 22 | Демешкино          | деревня | Получено слишком много сущностей из Викиданные. Количество загруженных сущностей: 500/500. |
| 23 | Дивлетгильдино     | деревня | Получено слишком много сущностей из Викиданные. Количество загруженных сущностей: 500/500. |
| 24 | Дубовка            | деревня | Получено слишком много сущностей из Викиданные. Количество загруженных сущностей: 500/500. |
| 25 | Ельниково          | деревня | Получено слишком много сущностей из Викиданные. Количество загруженных сущностей: 500/500. |
| 26 | Ибраялы            | деревня | Получено слишком много сущностей из Викиданные. Количество загруженных сущностей: 500/500. |
| 27 | Ильменькасы        | деревня | Получено слишком много сущностей из Викиданные. Количество загруженных сущностей: 500/500. |
| 28 | Ирх-Сирмы-Кошки    | деревня | Получено слишком много сущностей из Викиданные. Количество загруженных сущностей: 500/500. |
| 29 | Ирх-Сирмы-Ронги    | деревня | Получено слишком много сущностей из Викиданные. Количество загруженных сущностей: 500/500. |
| 30 | Истереккасы        | деревня | Получено слишком много сущностей из Викиданные. Количество загруженных сущностей: 500/500. |
| 31 | Итяково            | деревня | Получено слишком много сущностей из Викиданные. Количество загруженных сущностей: 500/500. |
| 32 | Карабаши           | деревня | Получено слишком много сущностей из Викиданные. Количество загруженных сущностей: 500/500. |
| 33 | Караньялы          | деревня | Получено слишком много сущностей из Викиданные. Количество загруженных сущностей: 500/500. |
| 34 | Кочино             | деревня | Получено слишком много сущностей из Викиданные. Количество загруженных сущностей: 500/500. |
| 35 | Кугеево            | деревня | Получено слишком много сущностей из Викиданные. Количество загруженных сущностей: 500/500. |
| 36 | Кужмары            | деревня | Получено слишком много сущностей из Викиданные. Количество загруженных сущностей: 500/500. |
| 37 | Кушниково          | село    | Получено слишком много сущностей из Викиданные. Количество загруженных сущностей: 500/500. |
| 38 | Малое Камаево      | деревня | Получено слишком много сущностей из Викиданные. Количество загруженных сущностей: 500/500. |
| 39 | Малое Маклашкино   | деревня | Получено слишком много сущностей из Викиданные. Количество загруженных сущностей: 500/500. |
| 40 | Малое Шигаево      | деревня | Получено слишком много сущностей из Викиданные. Количество загруженных сущностей: 500/500. |
| 41 | Малое Яндуганово   | деревня | Получено слишком много сущностей из Викиданные. Количество загруженных сущностей: 500/500. |
| 42 | Мариинский Посад   | город   | Получено слишком много сущностей из Викиданные. Количество загруженных сущностей: 500/500. |
| 43 | Мертень            | деревня | Получено слишком много сущностей из Викиданные. Количество загруженных сущностей: 500/500. |
| 44 | Мижули             | деревня | Получено слишком много сущностей из Викиданные. Количество загруженных сущностей: 500/500. |
| 45 | Нерядово           | деревня | Получено слишком много сущностей из Викиданные. Количество загруженных сущностей: 500/500. |
| 46 | Нижеры             | деревня | Получено слишком много сущностей из Викиданные. Количество загруженных сущностей: 500/500. |
| 47 | Нижние Ирх-Сирмы   | деревня | Получено слишком много сущностей из Викиданные. Количество загруженных сущностей: 500/500. |
| 48 | Новое Байгулово    | деревня | Получено слишком много сущностей из Викиданные. Количество загруженных сущностей: 500/500. |
| 49 | Новое Кушниково    | деревня | Получено слишком много сущностей из Викиданные. Количество загруженных сущностей: 500/500. |
| 50 | Октябрьское        | село    | Получено слишком много сущностей из Викиданные. Количество загруженных сущностей: 500/500. |
| 51 | Первое Чурашево    | село    | Получено слишком много сущностей из Викиданные. Количество загруженных сущностей: 500/500. |
| 52 | Первые Синьялы     | деревня | Получено слишком много сущностей из Викиданные. Количество загруженных сущностей: 500/500. |
| 53 | Передние Бокаши    | деревня | Получено слишком много сущностей из Викиданные. Количество загруженных сущностей: 500/500. |
| 54 | Покровское         | село    | Получено слишком много сущностей из Викиданные. Количество загруженных сущностей: 500/500. |
| 55 | Пущино             | деревня | Получено слишком много сущностей из Викиданные. Количество загруженных сущностей: 500/500. |
| 56 | Сатышево           | деревня | Получено слишком много сущностей из Викиданные. Количество загруженных сущностей: 500/500. |
| 57 | Синьял-Ирх-Сирмы   | деревня | Получено слишком много сущностей из Викиданные. Количество загруженных сущностей: 500/500. |
| 58 | Сотниково          | село    | Получено слишком много сущностей из Викиданные. Количество загруженных сущностей: 500/500. |
| 59 | Средние Бокаши     | деревня | Получено слишком много сущностей из Викиданные. Количество загруженных сущностей: 500/500. |
| 60 | Старое Тогаево     | деревня | Получено слишком много сущностей из Викиданные. Количество загруженных сущностей: 500/500. |
| 61 | Сутчево            | деревня | Получено слишком много сущностей из Викиданные. Количество загруженных сущностей: 500/500. |
| 62 | Сюндюково          | деревня | Получено слишком много сущностей из Викиданные. Количество загруженных сущностей: 500/500. |
| 63 | Сятракасы          | деревня | Получено слишком много сущностей из Викиданные. Количество загруженных сущностей: 500/500. |
| 64 | Тинсарино          | деревня | Получено слишком много сущностей из Викиданные. Количество загруженных сущностей: 500/500. |
| 65 | Тогаево            | село    | Получено слишком много сущностей из Викиданные. Количество загруженных сущностей: 500/500. |
| 66 | Тузи               | деревня | Получено слишком много сущностей из Викиданные. Количество загруженных сущностей: 500/500. |
| 67 | Ураково            | деревня | Получено слишком много сущностей из Викиданные. Количество загруженных сущностей: 500/500. |
| 68 | Ускасы             | деревня | Получено слишком много сущностей из Викиданные. Количество загруженных сущностей: 500/500. |
| 69 | Хорнъялы           | деревня | Получено слишком много сущностей из Викиданные. Количество загруженных сущностей: 500/500. |
| 70 | Чинеры             | деревня | Получено слишком много сущностей из Викиданные. Количество загруженных сущностей: 500/500. |
| 71 | Чиршкасы           | деревня | Получено слишком много сущностей из Викиданные. Количество загруженных сущностей: 500/500. |
| 72 | Шанары             | деревня | Получено слишком много сущностей из Викиданные. Количество загруженных сущностей: 500/500. |
| 73 | Шоршелы            | село    | Получено слишком много сущностей из Викиданные. Количество загруженных сущностей: 500/500. |
| 74 | Шульгино           | деревня | Получено слишком много сущностей из Викиданные. Количество загруженных сущностей: 500/500. |
| 75 | Щамалы             | деревня | Получено слишком много сущностей из Викиданные. Количество загруженных сущностей: 500/500. |
| 76 | Эльбарусово        | деревня | Получено слишком много сущностей из Викиданные. Количество загруженных сущностей: 500/500. |
| 77 | Этнескеры          | деревня | Получено слишком много сущностей из Викиданные. Количество загруженных сущностей: 500/500. |
| 78 | Юрьевка            | деревня | Получено слишком много сущностей из Викиданные. Количество загруженных сущностей: 500/500. |
| 79 | Ящерино            | деревня | Получено слишком много сущностей из Викиданные. Количество загруженных сущностей: 500/500. |

### Моргаушский
| №   | Населённый пункт  | Тип     | Население                                                                                  |
| --- | ----------------- | ------- | ------------------------------------------------------------------------------------------ |
| 1   | Авданкасы         | деревня | Получено слишком много сущностей из Викиданные. Количество загруженных сущностей: 500/500. |
| 2   | Адабай            | деревня | Получено слишком много сущностей из Викиданные. Количество загруженных сущностей: 500/500. |
| 3   | Адикасы           | деревня | Получено слишком много сущностей из Викиданные. Количество загруженных сущностей: 500/500. |
| 4   | Акрамово          | село    | Получено слишком много сущностей из Викиданные. Количество загруженных сущностей: 500/500. |
| 5   | Актай             | деревня | Получено слишком много сущностей из Викиданные. Количество загруженных сущностей: 500/500. |
| 6   | Александровское   | село    | Получено слишком много сущностей из Викиданные. Количество загруженных сущностей: 500/500. |
| 7   | Анаткасы          | деревня | Получено слишком много сущностей из Викиданные. Количество загруженных сущностей: 500/500. |
| 8   | Анаткасы          | деревня | Получено слишком много сущностей из Викиданные. Количество загруженных сущностей: 500/500. |
| 9   | Апчары            | деревня | Получено слишком много сущностей из Викиданные. Количество загруженных сущностей: 500/500. |
| 10  | Ахманеи           | деревня | Получено слишком много сущностей из Викиданные. Количество загруженных сущностей: 500/500. |
| 11  | Басурманы         | деревня | Получено слишком много сущностей из Викиданные. Количество загруженных сущностей: 500/500. |
| 12  | Большие Татаркасы | деревня | Получено слишком много сущностей из Викиданные. Количество загруженных сущностей: 500/500. |
| 13  | Большие Токшики   | деревня | Получено слишком много сущностей из Викиданные. Количество загруженных сущностей: 500/500. |
| 14  | Большое Карачкино | село    | Получено слишком много сущностей из Викиданные. Количество загруженных сущностей: 500/500. |
| 15  | Большой Сундырь   | село    | Получено слишком много сущностей из Викиданные. Количество загруженных сущностей: 500/500. |
| 16  | Васильевка        | выселок | Получено слишком много сущностей из Викиданные. Количество загруженных сущностей: 500/500. |
| 17  | Васькино          | деревня | Получено слишком много сущностей из Викиданные. Количество загруженных сущностей: 500/500. |
| 18  | Верхние Олгаши    | деревня | Получено слишком много сущностей из Викиданные. Количество загруженных сущностей: 500/500. |
| 19  | Верхние Панклеи   | деревня | Получено слишком много сущностей из Викиданные. Количество загруженных сущностей: 500/500. |
| 20  | Верхний Томлай    | деревня | Получено слишком много сущностей из Викиданные. Количество загруженных сущностей: 500/500. |
| 21  | Вомбакасы         | деревня | Получено слишком много сущностей из Викиданные. Количество загруженных сущностей: 500/500. |
| 22  | Вурманкасы        | деревня | Получено слишком много сущностей из Викиданные. Количество загруженных сущностей: 500/500. |
| 23  | Вурманкасы        | деревня | Получено слишком много сущностей из Викиданные. Количество загруженных сущностей: 500/500. |
| 24  | Вурманкасы        | деревня | Получено слишком много сущностей из Викиданные. Количество загруженных сущностей: 500/500. |
| 25  | Вурмой            | деревня | Получено слишком много сущностей из Викиданные. Количество загруженных сущностей: 500/500. |
| 26  | Вускасы           | деревня | Получено слишком много сущностей из Викиданные. Количество загруженных сущностей: 500/500. |
| 27  | Дворики           | деревня | Получено слишком много сущностей из Викиданные. Количество загруженных сущностей: 500/500. |
| 28  | Дёмкино           | деревня | Получено слишком много сущностей из Викиданные. Количество загруженных сущностей: 500/500. |
| 29  | Елачкасы          | деревня | Получено слишком много сущностей из Викиданные. Количество загруженных сущностей: 500/500. |
| 30  | Елжиково          | деревня | Получено слишком много сущностей из Викиданные. Количество загруженных сущностей: 500/500. |
| 31  | Ёлкино            | деревня | Получено слишком много сущностей из Викиданные. Количество загруженных сущностей: 500/500. |
| 32  | Елхово            | деревня | Получено слишком много сущностей из Викиданные. Количество загруженных сущностей: 500/500. |
| 33  | Ермаково          | деревня | Получено слишком много сущностей из Викиданные. Количество загруженных сущностей: 500/500. |
| 34  | Ешмолай           | деревня | Получено слишком много сущностей из Викиданные. Количество загруженных сущностей: 500/500. |
| 35  | Ивановка          | деревня | Получено слишком много сущностей из Викиданные. Количество загруженных сущностей: 500/500. |
| 36  | Идагачкасы        | деревня | Получено слишком много сущностей из Викиданные. Количество загруженных сущностей: 500/500. |
| 37  | Ижелькасы         | деревня | Получено слишком много сущностей из Викиданные. Количество загруженных сущностей: 500/500. |
| 38  | Изедеркино        | деревня | Получено слишком много сущностей из Викиданные. Количество загруженных сущностей: 500/500. |
| 39  | Ильбеши           | деревня | Получено слишком много сущностей из Викиданные. Количество загруженных сущностей: 500/500. |
| 40  | Ильинка           | село    | Получено слишком много сущностей из Викиданные. Количество загруженных сущностей: 500/500. |
| 41  | Ирхкасы           | деревня | Получено слишком много сущностей из Викиданные. Количество загруженных сущностей: 500/500. |
| 42  | Ихонькино         | деревня | Получено слишком много сущностей из Викиданные. Количество загруженных сущностей: 500/500. |
| 43  | Иштереки          | деревня | Получено слишком много сущностей из Викиданные. Количество загруженных сущностей: 500/500. |
| 44  | Кадикасы          | деревня | Получено слишком много сущностей из Викиданные. Количество загруженных сущностей: 500/500. |
| 45  | Кадыкой           | деревня | Получено слишком много сущностей из Викиданные. Количество загруженных сущностей: 500/500. |
| 46  | Калайкасы         | деревня | Получено слишком много сущностей из Викиданные. Количество загруженных сущностей: 500/500. |
| 47  | Калмыково         | деревня | Получено слишком много сущностей из Викиданные. Количество загруженных сущностей: 500/500. |
| 48  | Канаш             | выселок | Получено слишком много сущностей из Викиданные. Количество загруженных сущностей: 500/500. |
| 49  | Карамалькасы      | деревня | Получено слишком много сущностей из Викиданные. Количество загруженных сущностей: 500/500. |
| 50  | Карманкасы        | деревня | Получено слишком много сущностей из Викиданные. Количество загруженных сущностей: 500/500. |
| 51  | Карманкасы        | деревня | Получено слишком много сущностей из Викиданные. Количество загруженных сущностей: 500/500. |
| 52  | Кармыши           | деревня | Получено слишком много сущностей из Викиданные. Количество загруженных сущностей: 500/500. |
| 53  | Кашмаши           | деревня | Получено слишком много сущностей из Викиданные. Количество загруженных сущностей: 500/500. |
| 54  | Коминтерн         | выселок | Получено слишком много сущностей из Викиданные. Количество загруженных сущностей: 500/500. |
| 55  | Кораккасы         | деревня | Получено слишком много сущностей из Викиданные. Количество загруженных сущностей: 500/500. |
| 56  | Костеряки         | деревня | Получено слишком много сущностей из Викиданные. Количество загруженных сущностей: 500/500. |
| 57  | Кубасы            | деревня | Получено слишком много сущностей из Викиданные. Количество загруженных сущностей: 500/500. |
| 58  | Кумыркасы         | деревня | Получено слишком много сущностей из Викиданные. Количество загруженных сущностей: 500/500. |
| 59  | Куськино          | деревня | Получено слишком много сущностей из Викиданные. Количество загруженных сущностей: 500/500. |
| 60  | Кюрегаси          | деревня | Получено слишком много сущностей из Викиданные. Количество загруженных сущностей: 500/500. |
| 61  | Ландыши           | деревня | Получено слишком много сущностей из Викиданные. Количество загруженных сущностей: 500/500. |
| 62  | Лапкасы           | деревня | Получено слишком много сущностей из Викиданные. Количество загруженных сущностей: 500/500. |
| 63  | Лебедкино         | деревня | Получено слишком много сущностей из Викиданные. Количество загруженных сущностей: 500/500. |
| 64  | Лесные Хачики     | деревня | Получено слишком много сущностей из Викиданные. Количество загруженных сущностей: 500/500. |
| 65  | Магазейная        | деревня | Получено слишком много сущностей из Викиданные. Количество загруженных сущностей: 500/500. |
| 66  | Максикасы         | деревня | Получено слишком много сущностей из Викиданные. Количество загруженных сущностей: 500/500. |
| 67  | Малиновка         | деревня | Получено слишком много сущностей из Викиданные. Количество загруженных сущностей: 500/500. |
| 68  | Малые Татаркасы   | деревня | Получено слишком много сущностей из Викиданные. Количество загруженных сущностей: 500/500. |
| 69  | Мемеккасы         | деревня | Получено слишком много сущностей из Викиданные. Количество загруженных сущностей: 500/500. |
| 70  | Мижары            | деревня | Получено слишком много сущностей из Викиданные. Количество загруженных сущностей: 500/500. |
| 71  | Милюдакасы        | деревня | Получено слишком много сущностей из Викиданные. Количество загруженных сущностей: 500/500. |
| 72  | Молгачкасы        | деревня | Получено слишком много сущностей из Викиданные. Количество загруженных сущностей: 500/500. |
| 73  | Моргауши          | село    | Получено слишком много сущностей из Викиданные. Количество загруженных сущностей: 500/500. |
| 74  | Москакасы         | деревня | Получено слишком много сущностей из Викиданные. Количество загруженных сущностей: 500/500. |
| 75  | Мурзаково         | деревня | Получено слишком много сущностей из Викиданные. Количество загруженных сущностей: 500/500. |
| 76  | Нижние Олгаши     | деревня | Получено слишком много сущностей из Викиданные. Количество загруженных сущностей: 500/500. |
| 77  | Нижние Панклеи    | деревня | Получено слишком много сущностей из Викиданные. Количество загруженных сущностей: 500/500. |
| 78  | Нижние Хачики     | деревня | Получено слишком много сущностей из Викиданные. Количество загруженных сущностей: 500/500. |
| 79  | Нижний Томлай     | деревня | Получено слишком много сущностей из Викиданные. Количество загруженных сущностей: 500/500. |
| 80  | Нискасы           | деревня | Получено слишком много сущностей из Викиданные. Количество загруженных сущностей: 500/500. |
| 81  | Новое Чемеево     | деревня | Получено слишком много сущностей из Викиданные. Количество загруженных сущностей: 500/500. |
| 82  | Новое Шокино      | деревня | Получено слишком много сущностей из Викиданные. Количество загруженных сущностей: 500/500. |
| 83  | Новые Мадики      | деревня | Получено слишком много сущностей из Викиданные. Количество загруженных сущностей: 500/500. |
| 84  | Новый Томлай      | деревня | Получено слишком много сущностей из Викиданные. Количество загруженных сущностей: 500/500. |
| 85  | Нюреть            | деревня | Получено слишком много сущностей из Викиданные. Количество загруженных сущностей: 500/500. |
| 86  | Обрыскино         | деревня | Получено слишком много сущностей из Викиданные. Количество загруженных сущностей: 500/500. |
| 87  | Одаркино          | деревня | Получено слишком много сущностей из Викиданные. Количество загруженных сущностей: 500/500. |
| 88  | Ойкас-Абаши       | деревня | Получено слишком много сущностей из Викиданные. Количество загруженных сущностей: 500/500. |
| 89  | Ойкасы            | деревня | Получено слишком много сущностей из Викиданные. Количество загруженных сущностей: 500/500. |
| 90  | Ойкасы            | деревня | Получено слишком много сущностей из Викиданные. Количество загруженных сущностей: 500/500. |
| 91  | Ойкасы            | деревня | Получено слишком много сущностей из Викиданные. Количество загруженных сущностей: 500/500. |
| 92  | Оргум             | деревня | Получено слишком много сущностей из Викиданные. Количество загруженных сущностей: 500/500. |
| 93  | Оринино           | село    | Получено слишком много сущностей из Викиданные. Количество загруженных сущностей: 500/500. |
| 94  | Оточево           | село    | Получено слишком много сущностей из Викиданные. Количество загруженных сущностей: 500/500. |
| 95  | Охтикасы          | деревня | Получено слишком много сущностей из Викиданные. Количество загруженных сущностей: 500/500. |
| 96  | Падаккасы         | деревня | Получено слишком много сущностей из Викиданные. Количество загруженных сущностей: 500/500. |
| 97  | Падаккасы         | деревня | Получено слишком много сущностей из Викиданные. Количество загруженных сущностей: 500/500. |
| 98  | Паймурзино        | деревня | Получено слишком много сущностей из Викиданные. Количество загруженных сущностей: 500/500. |
| 99  | Первое Мая        | выселок | Получено слишком много сущностей из Викиданные. Количество загруженных сущностей: 500/500. |
| 100 | Петровка          | деревня | Получено слишком много сущностей из Викиданные. Количество загруженных сущностей: 500/500. |
| 101 | Пикикасы          | деревня | Получено слишком много сущностей из Викиданные. Количество загруженных сущностей: 500/500. |
| 102 | Пожедановка       | деревня | Получено слишком много сущностей из Викиданные. Количество загруженных сущностей: 500/500. |
| 103 | Полевые Хачики    | деревня | Получено слишком много сущностей из Викиданные. Количество загруженных сущностей: 500/500. |
| 104 | Рогож             | деревня | Получено слишком много сущностей из Викиданные. Количество загруженных сущностей: 500/500. |
| 105 | Рыкакасы          | деревня | Получено слишком много сущностей из Викиданные. Количество загруженных сущностей: 500/500. |
| 106 | Сарчаки           | деревня | Получено слишком много сущностей из Викиданные. Количество загруженных сущностей: 500/500. |
| 107 | Семенькасы        | деревня | Получено слишком много сущностей из Викиданные. Количество загруженных сущностей: 500/500. |
| 108 | Сендимир          | деревня | Получено слишком много сущностей из Викиданные. Количество загруженных сущностей: 500/500. |
| 109 | Сене-Хресчень     | деревня | Получено слишком много сущностей из Викиданные. Количество загруженных сущностей: 500/500. |
| 110 | Сергеевка         | деревня | Получено слишком много сущностей из Викиданные. Количество загруженных сущностей: 500/500. |
| 111 | Сесмеры           | деревня | Получено слишком много сущностей из Викиданные. Количество загруженных сущностей: 500/500. |
| 112 | Сидуккасы         | деревня | Получено слишком много сущностей из Викиданные. Количество загруженных сущностей: 500/500. |
| 113 | Синьял-Акрамово   | деревня | Получено слишком много сущностей из Викиданные. Количество загруженных сущностей: 500/500. |
| 114 | Синьял-Моргауши   | деревня | Получено слишком много сущностей из Викиданные. Количество загруженных сущностей: 500/500. |
| 115 | Синьял-Оринино    | деревня | Получено слишком много сущностей из Викиданные. Количество загруженных сущностей: 500/500. |
| 116 | Синьял-Оточево    | деревня | Получено слишком много сущностей из Викиданные. Количество загруженных сущностей: 500/500. |
| 117 | Синьял-Хоракасы   | деревня | Получено слишком много сущностей из Викиданные. Количество загруженных сущностей: 500/500. |
| 118 | Соляной           | деревня | Получено слишком много сущностей из Викиданные. Количество загруженных сущностей: 500/500. |
| 119 | Сосновка          | деревня | Получено слишком много сущностей из Викиданные. Количество загруженных сущностей: 500/500. |
| 120 | Старое Шокино     | деревня | Получено слишком много сущностей из Викиданные. Количество загруженных сущностей: 500/500. |
| 121 | Старые Мадики     | деревня | Получено слишком много сущностей из Викиданные. Количество загруженных сущностей: 500/500. |
| 122 | Сыбайкасы         | деревня | Получено слишком много сущностей из Викиданные. Количество загруженных сущностей: 500/500. |
| 123 | Сюлеменькасы      | деревня | Получено слишком много сущностей из Викиданные. Количество загруженных сущностей: 500/500. |
| 124 | Сюлово            | деревня | Получено слишком много сущностей из Викиданные. Количество загруженных сущностей: 500/500. |
| 125 | Сюмерткасы        | деревня | Получено слишком много сущностей из Викиданные. Количество загруженных сущностей: 500/500. |
| 126 | Сюрла-Три         | деревня | Получено слишком много сущностей из Викиданные. Количество загруженных сущностей: 500/500. |
| 127 | Сюткюль           | деревня | Получено слишком много сущностей из Викиданные. Количество загруженных сущностей: 500/500. |
| 128 | Сяран-Сирмы       | деревня | Получено слишком много сущностей из Викиданные. Количество загруженных сущностей: 500/500. |
| 129 | Сярмыськасы       | деревня | Получено слишком много сущностей из Викиданные. Количество загруженных сущностей: 500/500. |
| 130 | Сятракасы         | деревня | Получено слишком много сущностей из Викиданные. Количество загруженных сущностей: 500/500. |
| 131 | Сятракасы         | деревня | Получено слишком много сущностей из Викиданные. Количество загруженных сущностей: 500/500. |
| 132 | Тереси            | деревня | Получено слишком много сущностей из Викиданные. Количество загруженных сущностей: 500/500. |
| 133 | Тиуши             | деревня | Получено слишком много сущностей из Викиданные. Количество загруженных сущностей: 500/500. |
| 134 | Тойгильдино       | село    | Получено слишком много сущностей из Викиданные. Количество загруженных сущностей: 500/500. |
| 135 | Тойшево           | деревня | Получено слишком много сущностей из Викиданные. Количество загруженных сущностей: 500/500. |
| 136 | Токшики           | деревня | Получено слишком много сущностей из Викиданные. Количество загруженных сущностей: 500/500. |
| 137 | Тораево           | село    | Получено слишком много сущностей из Викиданные. Количество загруженных сущностей: 500/500. |
| 138 | Торинкасы         | деревня | Получено слишком много сущностей из Викиданные. Количество загруженных сущностей: 500/500. |
| 139 | Торханы           | деревня | Получено слишком много сущностей из Викиданные. Количество загруженных сущностей: 500/500. |
| 140 | Тренькино         | деревня | Получено слишком много сущностей из Викиданные. Количество загруженных сущностей: 500/500. |
| 141 | Турикасы          | деревня | Получено слишком много сущностей из Викиданные. Количество загруженных сущностей: 500/500. |
| 142 | Тябакасы          | деревня | Получено слишком много сущностей из Викиданные. Количество загруженных сущностей: 500/500. |
| 143 | Хозанчино         | деревня | Получено слишком много сущностей из Викиданные. Количество загруженных сущностей: 500/500. |
| 144 | Хоп-Кибер         | деревня | Получено слишком много сущностей из Викиданные. Количество загруженных сущностей: 500/500. |
| 145 | Хоракасы          | выселок | Получено слишком много сущностей из Викиданные. Количество загруженных сущностей: 500/500. |
| 146 | Хорнкасы          | деревня | Получено слишком много сущностей из Викиданные. Количество загруженных сущностей: 500/500. |
| 147 | Хорной            | деревня | Получено слишком много сущностей из Викиданные. Количество загруженных сущностей: 500/500. |
| 148 | Хундыкасы         | деревня | Получено слишком много сущностей из Викиданные. Количество загруженных сущностей: 500/500. |
| 149 | Хыркасы           | деревня | Получено слишком много сущностей из Викиданные. Количество загруженных сущностей: 500/500. |
| 150 | Чамыши            | деревня | Получено слишком много сущностей из Викиданные. Количество загруженных сущностей: 500/500. |
| 151 | Чебелькасы        | деревня | Получено слишком много сущностей из Викиданные. Количество загруженных сущностей: 500/500. |
| 152 | Чемеево           | село    | Получено слишком много сущностей из Викиданные. Количество загруженных сущностей: 500/500. |
| 153 | Чуманкасы         | село    | Получено слишком много сущностей из Викиданные. Количество загруженных сущностей: 500/500. |
| 154 | Чураккасы         | деревня | Получено слишком много сущностей из Викиданные. Количество загруженных сущностей: 500/500. |
| 155 | Чурикасы          | деревня | Получено слишком много сущностей из Викиданные. Количество загруженных сущностей: 500/500. |
| 156 | Шатракасы         | деревня | Получено слишком много сущностей из Викиданные. Количество загруженных сущностей: 500/500. |
| 157 | Шатьмапоси        | деревня | Получено слишком много сущностей из Викиданные. Количество загруженных сущностей: 500/500. |
| 158 | Шептаки           | деревня | Получено слишком много сущностей из Викиданные. Количество загруженных сущностей: 500/500. |
| 159 | Шептаки           | деревня | Получено слишком много сущностей из Викиданные. Количество загруженных сущностей: 500/500. |
| 160 | Шербаши           | деревня | Получено слишком много сущностей из Викиданные. Количество загруженных сущностей: 500/500. |
| 161 | Шерек             | деревня | Получено слишком много сущностей из Викиданные. Количество загруженных сущностей: 500/500. |
| 162 | Шомиково          | деревня | Получено слишком много сущностей из Викиданные. Количество загруженных сущностей: 500/500. |
| 163 | Шоркасы           | деревня | Получено слишком много сущностей из Викиданные. Количество загруженных сущностей: 500/500. |
| 164 | Шупоси            | деревня | Получено слишком много сущностей из Викиданные. Количество загруженных сущностей: 500/500. |
| 165 | Шупоси            | деревня | Получено слишком много сущностей из Викиданные. Количество загруженных сущностей: 500/500. |
| 166 | Эхветкасы         | деревня | Получено слишком много сущностей из Викиданные. Количество загруженных сущностей: 500/500. |
| 167 | Юдеркасы          | деревня | Получено слишком много сущностей из Викиданные. Количество загруженных сущностей: 500/500. |
| 168 | Юнга              | село    | Получено слишком много сущностей из Викиданные. Количество загруженных сущностей: 500/500. |
| 169 | Юнгапоси          | деревня | Получено слишком много сущностей из Викиданные. Количество загруженных сущностей: 500/500. |
| 170 | Юрмекейкино       | деревня | Получено слишком много сущностей из Викиданные. Количество загруженных сущностей: 500/500. |
| 171 | Юськасы           | село    | Получено слишком много сущностей из Викиданные. Количество загруженных сущностей: 500/500. |
| 172 | Ягаткино          | деревня | Получено слишком много сущностей из Викиданные. Количество загруженных сущностей: 500/500. |
| 173 | Ямолкино          | деревня | Получено слишком много сущностей из Викиданные. Количество загруженных сущностей: 500/500. |
| 174 | Ярабайкасы        | деревня | Получено слишком много сущностей из Викиданные. Количество загруженных сущностей: 500/500. |
| 175 | Яраккасы          | деревня | Получено слишком много сущностей из Викиданные. Количество загруженных сущностей: 500/500. |
| 176 | Ярославка         | деревня | Получено слишком много сущностей из Викиданные. Количество загруженных сущностей: 500/500. |
| 177 | Ятманкино         | деревня | Получено слишком много сущностей из Викиданные. Количество загруженных сущностей: 500/500. |

### Порецкий
| №  | Населённый пункт | Тип     | Население                                                                                  |
| -- | ---------------- | ------- | ------------------------------------------------------------------------------------------ |
| 1  | Анастасово       | село    | Получено слишком много сущностей из Викиданные. Количество загруженных сущностей: 500/500. |
| 2  | Антипинка        | село    | Получено слишком много сущностей из Викиданные. Количество загруженных сущностей: 500/500. |
| 3  | Бахмутово        | деревня | Получено слишком много сущностей из Викиданные. Количество загруженных сущностей: 500/500. |
| 4  | Вознесенское     | село    | Получено слишком много сущностей из Викиданные. Количество загруженных сущностей: 500/500. |
| 5  | Гарт             | село    | Получено слишком много сущностей из Викиданные. Количество загруженных сущностей: 500/500. |
| 6  | Долгая Поляна    | посёлок | Получено слишком много сущностей из Викиданные. Количество загруженных сущностей: 500/500. |
| 7  | Заречный         | посёлок | Получено слишком много сущностей из Викиданные. Количество загруженных сущностей: 500/500. |
| 8  | Зелёный Дол      | посёлок | Получено слишком много сущностей из Викиданные. Количество загруженных сущностей: 500/500. |
| 9  | Ивановка         | деревня | Получено слишком много сущностей из Викиданные. Количество загруженных сущностей: 500/500. |
| 10 | Кожевенное       | село    | Получено слишком много сущностей из Викиданные. Количество загруженных сущностей: 500/500. |
| 11 | Козловка         | село    | Получено слишком много сущностей из Викиданные. Количество загруженных сущностей: 500/500. |
| 12 | Коровино         | деревня | Получено слишком много сущностей из Викиданные. Количество загруженных сущностей: 500/500. |
| 13 | Красноглухово    | посёлок | Получено слишком много сущностей из Викиданные. Количество загруженных сущностей: 500/500. |
| 14 | Красномайская    | деревня | Получено слишком много сущностей из Викиданные. Количество загруженных сущностей: 500/500. |
| 15 | Крылово          | деревня | Получено слишком много сущностей из Викиданные. Количество загруженных сущностей: 500/500. |
| 16 | Кудеиха          | село    | Получено слишком много сущностей из Викиданные. Количество загруженных сущностей: 500/500. |
| 17 | Любимовка        | село    | Получено слишком много сущностей из Викиданные. Количество загруженных сущностей: 500/500. |
| 18 | Мачкасы          | деревня | Получено слишком много сущностей из Викиданные. Количество загруженных сущностей: 500/500. |
| 19 | Милютино         | деревня | Получено слишком много сущностей из Викиданные. Количество загруженных сущностей: 500/500. |
| 20 | Мишуково         | село    | Получено слишком много сущностей из Викиданные. Количество загруженных сущностей: 500/500. |
| 21 | Напольное        | село    | Получено слишком много сущностей из Викиданные. Количество загруженных сущностей: 500/500. |
| 22 | Никольское       | деревня | Получено слишком много сущностей из Викиданные. Количество загруженных сущностей: 500/500. |
| 23 | Никулино         | село    | Получено слишком много сущностей из Викиданные. Количество загруженных сущностей: 500/500. |
| 24 | Ниловка          | посёлок | Получено слишком много сущностей из Викиданные. Количество загруженных сущностей: 500/500. |
| 25 | Октябрьское      | село    | Получено слишком много сущностей из Викиданные. Количество загруженных сущностей: 500/500. |
| 26 | Полибино         | село    | Получено слишком много сущностей из Викиданные. Количество загруженных сущностей: 500/500. |
| 27 | Порецкое         | село    | Получено слишком много сущностей из Викиданные. Количество загруженных сущностей: 500/500. |
| 28 | Раздольное       | село    | Получено слишком много сущностей из Викиданные. Количество загруженных сущностей: 500/500. |
| 29 | Рындино          | село    | Получено слишком много сущностей из Викиданные. Количество загруженных сущностей: 500/500. |
| 30 | Ряпино           | село    | Получено слишком много сущностей из Викиданные. Количество загруженных сущностей: 500/500. |
| 31 | Семёновское      | село    | Получено слишком много сущностей из Викиданные. Количество загруженных сущностей: 500/500. |
| 32 | Сиява            | село    | Получено слишком много сущностей из Викиданные. Количество загруженных сущностей: 500/500. |
| 33 | Степное Коровино | посёлок | Получено слишком много сущностей из Викиданные. Количество загруженных сущностей: 500/500. |
| 34 | Сыреси           | село    | Получено слишком много сущностей из Викиданные. Количество загруженных сущностей: 500/500. |
| 35 | Турдаково        | село    | Получено слишком много сущностей из Викиданные. Количество загруженных сущностей: 500/500. |
| 36 | Устиновка        | деревня | Получено слишком много сущностей из Викиданные. Количество загруженных сущностей: 500/500. |
| 37 | Шадриха          | деревня | Получено слишком много сущностей из Викиданные. Количество загруженных сущностей: 500/500. |

### Урмарский
| №  | Населённый пункт | Тип             | Население                                                                                  |
| -- | ---------------- | --------------- | ------------------------------------------------------------------------------------------ |
| 1  | Анаткасы         | деревня         | Получено слишком много сущностей из Викиданные. Количество загруженных сущностей: 500/500. |
| 2  | Арабоси          | деревня         | Получено слишком много сущностей из Викиданные. Количество загруженных сущностей: 500/500. |
| 3  | Атнаши           | деревня         | Получено слишком много сущностей из Викиданные. Количество загруженных сущностей: 500/500. |
| 4  | Батеево          | разъезд         | Получено слишком много сущностей из Викиданные. Количество загруженных сущностей: 500/500. |
| 5  | Батеево          | село            | Получено слишком много сущностей из Викиданные. Количество загруженных сущностей: 500/500. |
| 6  | Бишево           | деревня         | Получено слишком много сущностей из Викиданные. Количество загруженных сущностей: 500/500. |
| 7  | Большие Чаки     | деревня         | Получено слишком много сущностей из Викиданные. Количество загруженных сущностей: 500/500. |
| 8  | Большое Яниково  | деревня         | Получено слишком много сущностей из Викиданные. Количество загруженных сущностей: 500/500. |
| 9  | Буинск           | деревня         | Получено слишком много сущностей из Викиданные. Количество загруженных сущностей: 500/500. |
| 10 | Буртасы          | село            | Получено слишком много сущностей из Викиданные. Количество загруженных сущностей: 500/500. |
| 11 | Вознесенское     | село            | Получено слишком много сущностей из Викиданные. Количество загруженных сущностей: 500/500. |
| 12 | Избеби           | деревня         | Получено слишком много сущностей из Викиданные. Количество загруженных сущностей: 500/500. |
| 13 | Ичеснер-Атаево   | деревня         | Получено слишком много сущностей из Викиданные. Количество загруженных сущностей: 500/500. |
| 14 | Карак-Сирмы      | деревня         | Получено слишком много сущностей из Викиданные. Количество загруженных сущностей: 500/500. |
| 15 | Ковали           | село            | Получено слишком много сущностей из Викиданные. Количество загруженных сущностей: 500/500. |
| 16 | Козыльяры        | деревня         | Получено слишком много сущностей из Викиданные. Количество загруженных сущностей: 500/500. |
| 17 | Кудеснеры        | деревня         | Получено слишком много сущностей из Викиданные. Количество загруженных сущностей: 500/500. |
| 18 | Кульгеши         | деревня         | Получено слишком много сущностей из Викиданные. Количество загруженных сущностей: 500/500. |
| 19 | Малое Яниково    | деревня         | Получено слишком много сущностей из Викиданные. Количество загруженных сущностей: 500/500. |
| 20 | Малые Чаки       | деревня         | Получено слишком много сущностей из Викиданные. Количество загруженных сущностей: 500/500. |
| 21 | Малые Шигали     | выселок         | Получено слишком много сущностей из Викиданные. Количество загруженных сущностей: 500/500. |
| 22 | Мусирмы          | деревня         | Получено слишком много сущностей из Викиданные. Количество загруженных сущностей: 500/500. |
| 23 | Новое Исаково    | деревня         | Получено слишком много сущностей из Викиданные. Количество загруженных сущностей: 500/500. |
| 24 | Новое Муратово   | деревня         | Получено слишком много сущностей из Викиданные. Количество загруженных сущностей: 500/500. |
| 25 | Новое Шептахово  | деревня         | Получено слишком много сущностей из Викиданные. Количество загруженных сущностей: 500/500. |
| 26 | Новые Щелканы    | деревня         | Получено слишком много сущностей из Викиданные. Количество загруженных сущностей: 500/500. |
| 27 | Ойкасы           | деревня         | Получено слишком много сущностей из Викиданные. Количество загруженных сущностей: 500/500. |
| 28 | Орнары           | деревня         | Получено слишком много сущностей из Викиданные. Количество загруженных сущностей: 500/500. |
| 29 | Саруй            | деревня         | Получено слишком много сущностей из Викиданные. Количество загруженных сущностей: 500/500. |
| 30 | Сине-Кинчеры     | деревня         | Получено слишком много сущностей из Викиданные. Количество загруженных сущностей: 500/500. |
| 31 | Систеби          | деревня         | Получено слишком много сущностей из Викиданные. Количество загруженных сущностей: 500/500. |
| 32 | Ситмиши          | деревня         | Получено слишком много сущностей из Викиданные. Количество загруженных сущностей: 500/500. |
| 33 | Старое Муратово  | деревня         | Получено слишком много сущностей из Викиданные. Количество загруженных сущностей: 500/500. |
| 34 | Старое Шептахово | деревня         | Получено слишком много сущностей из Викиданные. Количество загруженных сущностей: 500/500. |
| 35 | Старое Янситово  | деревня         | Получено слишком много сущностей из Викиданные. Количество загруженных сущностей: 500/500. |
| 36 | Старые Урмары    | деревня         | Получено слишком много сущностей из Викиданные. Количество загруженных сущностей: 500/500. |
| 37 | Старые Щелканы   | деревня         | Получено слишком много сущностей из Викиданные. Количество загруженных сущностей: 500/500. |
| 38 | Тансарино        | деревня         | Получено слишком много сущностей из Викиданные. Количество загруженных сущностей: 500/500. |
| 39 | Тегешево         | деревня         | Получено слишком много сущностей из Викиданные. Количество загруженных сущностей: 500/500. |
| 40 | Урмары           | пгт             | Получено слишком много сущностей из Викиданные. Количество загруженных сущностей: 500/500. |
| 41 | Хоруй            | деревня         | Получено слишком много сущностей из Викиданные. Количество загруженных сущностей: 500/500. |
| 42 | Чегедуево        | деревня         | Получено слишком много сущностей из Викиданные. Количество загруженных сущностей: 500/500. |
| 43 | Челкасы          | село            | Получено слишком много сущностей из Викиданные. Количество загруженных сущностей: 500/500. |
| 44 | Чирш-Сирма       | деревня         | Получено слишком много сущностей из Викиданные. Количество загруженных сущностей: 500/500. |
| 45 | Чубаево          | деревня         | Получено слишком много сущностей из Викиданные. Количество загруженных сущностей: 500/500. |
| 46 | Шибулаты         | деревня         | Получено слишком много сущностей из Викиданные. Количество загруженных сущностей: 500/500. |
| 47 | Шигали           | село            | Получено слишком много сущностей из Викиданные. Количество загруженных сущностей: 500/500. |
| 48 | Шихабылово       | деревня         | Получено слишком много сущностей из Викиданные. Количество загруженных сущностей: 500/500. |
| 49 | Шоркистры        | посёлок станции | Получено слишком много сущностей из Викиданные. Количество загруженных сущностей: 500/500. |
| 50 | Шоркистры        | село            | Получено слишком много сущностей из Викиданные. Количество загруженных сущностей: 500/500. |
| 51 | Шутнербоси       | деревня         | Получено слишком много сущностей из Викиданные. Количество загруженных сущностей: 500/500. |
| 52 | Ямбай            | деревня         | Получено слишком много сущностей из Викиданные. Количество загруженных сущностей: 500/500. |

### Цивильский
| №   | Населённый пункт  | Тип                     | Население                                                                                  |
| --- | ----------------- | ----------------------- | ------------------------------------------------------------------------------------------ |
| 1   | Акнязево          | деревня                 | Получено слишком много сущностей из Викиданные. Количество загруженных сущностей: 500/500. |
| 2   | Актай             | деревня                 | Получено слишком много сущностей из Викиданные. Количество загруженных сущностей: 500/500. |
| 3   | Акташкасы         | деревня                 | Получено слишком много сущностей из Викиданные. Количество загруженных сущностей: 500/500. |
| 4   | Амачкасы          | деревня                 | Получено слишком много сущностей из Викиданные. Количество загруженных сущностей: 500/500. |
| 5   | Анаткасы          | деревня                 | Получено слишком много сущностей из Викиданные. Количество загруженных сущностей: 500/500. |
| 6   | Анишкасы          | деревня                 | Получено слишком много сущностей из Викиданные. Количество загруженных сущностей: 500/500. |
| 7   | Анишхири          | деревня                 | Получено слишком много сущностей из Викиданные. Количество загруженных сущностей: 500/500. |
| 8   | Антраки           | деревня                 | Получено слишком много сущностей из Викиданные. Количество загруженных сущностей: 500/500. |
| 9   | Анчиккасы         | деревня                 | Получено слишком много сущностей из Викиданные. Количество загруженных сущностей: 500/500. |
| 10  | Байгеево          | деревня                 | Получено слишком много сущностей из Викиданные. Количество загруженных сущностей: 500/500. |
| 11  | Байдуши           | деревня                 | Получено слишком много сущностей из Викиданные. Количество загруженных сущностей: 500/500. |
| 12  | Богатырёво        | село                    | Получено слишком много сущностей из Викиданные. Количество загруженных сущностей: 500/500. |
| 13  | Большие Крышки    | деревня                 | Получено слишком много сущностей из Викиданные. Количество загруженных сущностей: 500/500. |
| 14  | Большие Тиуши     | деревня                 | Получено слишком много сущностей из Викиданные. Количество загруженных сущностей: 500/500. |
| 15  | Большое Тугаево   | деревня                 | Получено слишком много сущностей из Викиданные. Количество загруженных сущностей: 500/500. |
| 16  | Борзайкасы        | деревня                 | Получено слишком много сущностей из Викиданные. Количество загруженных сущностей: 500/500. |
| 17  | Булдеево          | деревня                 | Получено слишком много сущностей из Викиданные. Количество загруженных сущностей: 500/500. |
| 18  | Верхние Анатриялы | деревня                 | Получено слишком много сущностей из Викиданные. Количество загруженных сущностей: 500/500. |
| 19  | Верхние Кунаши    | деревня                 | Получено слишком много сущностей из Викиданные. Количество загруженных сущностей: 500/500. |
| 20  | Верхние Хыркасы   | деревня                 | Получено слишком много сущностей из Викиданные. Количество загруженных сущностей: 500/500. |
| 21  | Верхняя Шорсирма  | деревня                 | Получено слишком много сущностей из Викиданные. Количество загруженных сущностей: 500/500. |
| 22  | Визикасы          | деревня                 | Получено слишком много сущностей из Викиданные. Количество загруженных сущностей: 500/500. |
| 23  | Вотланы           | деревня                 | Получено слишком много сущностей из Викиданные. Количество загруженных сущностей: 500/500. |
| 24  | Второе Чемерчеево | деревня                 | Получено слишком много сущностей из Викиданные. Количество загруженных сущностей: 500/500. |
| 25  | Вторые Вурманкасы | деревня                 | Получено слишком много сущностей из Викиданные. Количество загруженных сущностей: 500/500. |
| 26  | Вторые Вурманкасы | деревня                 | Получено слишком много сущностей из Викиданные. Количество загруженных сущностей: 500/500. |
| 27  | Вторые Синьялы    | деревня                 | Получено слишком много сущностей из Викиданные. Количество загруженных сущностей: 500/500. |
| 28  | Вторые Тойзи      | деревня                 | Получено слишком много сущностей из Викиданные. Количество загруженных сущностей: 500/500. |
| 29  | Вторые Тюрары     | деревня                 | Получено слишком много сущностей из Викиданные. Количество загруженных сущностей: 500/500. |
| 30  | Вурманкасы        | деревня                 | Получено слишком много сущностей из Викиданные. Количество загруженных сущностей: 500/500. |
| 31  | Вурмеры           | деревня                 | Получено слишком много сущностей из Викиданные. Количество загруженных сущностей: 500/500. |
| 32  | Вурумсют          | деревня                 | Получено слишком много сущностей из Викиданные. Количество загруженных сущностей: 500/500. |
| 33  | Вутакасы          | деревня                 | Получено слишком много сущностей из Викиданные. Количество загруженных сущностей: 500/500. |
| 34  | Елаши             | деревня                 | Получено слишком много сущностей из Викиданные. Количество загруженных сущностей: 500/500. |
| 35  | Елюй              | деревня                 | Получено слишком много сущностей из Викиданные. Количество загруженных сущностей: 500/500. |
| 36  | Елюккасы          | деревня                 | Получено слишком много сущностей из Викиданные. Количество загруженных сущностей: 500/500. |
| 37  | Иваново           | село                    | Получено слишком много сущностей из Викиданные. Количество загруженных сущностей: 500/500. |
| 38  | Игорвары          | деревня                 | Получено слишком много сущностей из Викиданные. Количество загруженных сущностей: 500/500. |
| 39  | Имбюрти           | деревня                 | Получено слишком много сущностей из Викиданные. Количество загруженных сущностей: 500/500. |
| 40  | Иремкасы          | деревня                 | Получено слишком много сущностей из Викиданные. Количество загруженных сущностей: 500/500. |
| 41  | Искеево-Яндуши    | деревня                 | Получено слишком много сущностей из Викиданные. Количество загруженных сущностей: 500/500. |
| 42  | Калиновка         | деревня                 | Получено слишком много сущностей из Викиданные. Количество загруженных сущностей: 500/500. |
| 43  | Камайкасы         | деревня                 | Получено слишком много сущностей из Викиданные. Количество загруженных сущностей: 500/500. |
| 44  | Каткасы           | деревня                 | Получено слишком много сущностей из Викиданные. Количество загруженных сущностей: 500/500. |
| 45  | Килейкасы         | деревня                 | Получено слишком много сущностей из Викиданные. Количество загруженных сущностей: 500/500. |
| 46  | Кисербоси         | деревня                 | Получено слишком много сущностей из Викиданные. Количество загруженных сущностей: 500/500. |
| 47  | Конар             | посёлок                 | Получено слишком много сущностей из Викиданные. Количество загруженных сущностей: 500/500. |
| 48  | Коснарбоси        | деревня                 | Получено слишком много сущностей из Викиданные. Количество загруженных сущностей: 500/500. |
| 49  | Красная Горка     | деревня                 | Получено слишком много сущностей из Викиданные. Количество загруженных сущностей: 500/500. |
| 50  | Кукары            | деревня                 | Получено слишком много сущностей из Викиданные. Количество загруженных сущностей: 500/500. |
| 51  | Лесные Крышки     | деревня                 | Получено слишком много сущностей из Викиданные. Количество загруженных сущностей: 500/500. |
| 52  | Липсеры           | деревня                 | Получено слишком много сущностей из Викиданные. Количество загруженных сущностей: 500/500. |
| 53  | Малиновка         | деревня                 | Получено слишком много сущностей из Викиданные. Количество загруженных сущностей: 500/500. |
| 54  | Малое Янгорчино   | деревня                 | Получено слишком много сущностей из Викиданные. Количество загруженных сущностей: 500/500. |
| 55  | Малые Тиуши       | деревня                 | Получено слишком много сущностей из Викиданные. Количество загруженных сущностей: 500/500. |
| 56  | Мамликасы         | деревня                 | Получено слишком много сущностей из Викиданные. Количество загруженных сущностей: 500/500. |
| 57  | Медикасы          | деревня                 | Получено слишком много сущностей из Викиданные. Количество загруженных сущностей: 500/500. |
| 58  | Михайловка        | деревня                 | Получено слишком много сущностей из Викиданные. Количество загруженных сущностей: 500/500. |
| 59  | Молодёжный        | посёлок                 | Получено слишком много сущностей из Викиданные. Количество загруженных сущностей: 500/500. |
| 60  | Мунсют            | деревня                 | Получено слишком много сущностей из Викиданные. Количество загруженных сущностей: 500/500. |
| 61  | Нижние Анатриялы  | деревня                 | Получено слишком много сущностей из Викиданные. Количество загруженных сущностей: 500/500. |
| 62  | Нижние Кибекси    | деревня                 | Получено слишком много сущностей из Викиданные. Количество загруженных сущностей: 500/500. |
| 63  | Нижние Кунаши     | деревня                 | Получено слишком много сущностей из Викиданные. Количество загруженных сущностей: 500/500. |
| 64  | Нижние Хыркасы    | деревня                 | Получено слишком много сущностей из Викиданные. Количество загруженных сущностей: 500/500. |
| 65  | Нижняя Шорсирма   | деревня                 | Получено слишком много сущностей из Викиданные. Количество загруженных сущностей: 500/500. |
| 66  | Новая Деревня     | деревня                 | Получено слишком много сущностей из Викиданные. Количество загруженных сущностей: 500/500. |
| 67  | Новое Акташево    | деревня                 | Получено слишком много сущностей из Викиданные. Количество загруженных сущностей: 500/500. |
| 68  | Новое Булдеево    | деревня                 | Получено слишком много сущностей из Викиданные. Количество загруженных сущностей: 500/500. |
| 69  | Новое Сюрбеево    | деревня                 | Получено слишком много сущностей из Викиданные. Количество загруженных сущностей: 500/500. |
| 70  | Новые Чурачики    | деревня                 | Получено слишком много сущностей из Викиданные. Количество загруженных сущностей: 500/500. |
| 71  | Новые Ямаши       | деревня                 | Получено слишком много сущностей из Викиданные. Количество загруженных сущностей: 500/500. |
| 72  | Нюрши             | деревня                 | Получено слишком много сущностей из Викиданные. Количество загруженных сущностей: 500/500. |
| 73  | Ойкасы            | деревня                 | Получено слишком много сущностей из Викиданные. Количество загруженных сущностей: 500/500. |
| 74  | Опнеры            | деревня                 | Получено слишком много сущностей из Викиданные. Количество загруженных сущностей: 500/500. |
| 75  | Опытный           | посёлок                 | Получено слишком много сущностей из Викиданные. Количество загруженных сущностей: 500/500. |
| 76  | Орбаши            | деревня                 | Получено слишком много сущностей из Викиданные. Количество загруженных сущностей: 500/500. |
| 77  | Оттекасы          | деревня                 | Получено слишком много сущностей из Викиданные. Количество загруженных сущностей: 500/500. |
| 78  | Первое Семеново   | деревня                 | Получено слишком много сущностей из Викиданные. Количество загруженных сущностей: 500/500. |
| 79  | Первое Степаново  | село                    | Получено слишком много сущностей из Викиданные. Количество загруженных сущностей: 500/500. |
| 80  | Первое Чемерчеево | деревня                 | Получено слишком много сущностей из Викиданные. Количество загруженных сущностей: 500/500. |
| 81  | Первомайское      | деревня                 | Получено слишком много сущностей из Викиданные. Количество загруженных сущностей: 500/500. |
| 82  | Первые Вурманкасы | деревня                 | Получено слишком много сущностей из Викиданные. Количество загруженных сущностей: 500/500. |
| 83  | Первые Тойси      | деревня                 | Получено слишком много сущностей из Викиданные. Количество загруженных сущностей: 500/500. |
| 84  | Поваркасы         | деревня                 | Получено слишком много сущностей из Викиданные. Количество загруженных сущностей: 500/500. |
| 85  | Резинкино         | деревня                 | Получено слишком много сущностей из Викиданные. Количество загруженных сущностей: 500/500. |
| 86  | Рындино           | село                    | Получено слишком много сущностей из Викиданные. Количество загруженных сущностей: 500/500. |
| 87  | Свобода           | выселок                 | Получено слишком много сущностей из Викиданные. Количество загруженных сущностей: 500/500. |
| 88  | Синьял-Котяки     | деревня                 | Получено слишком много сущностей из Викиданные. Количество загруженных сущностей: 500/500. |
| 89  | Синьялы           | деревня                 | Получено слишком много сущностей из Викиданные. Количество загруженных сущностей: 500/500. |
| 90  | Синьялы           | деревня                 | Получено слишком много сущностей из Викиданные. Количество загруженных сущностей: 500/500. |
| 91  | Ситчараки         | деревня                 | Получено слишком много сущностей из Викиданные. Количество загруженных сущностей: 500/500. |
| 92  | Словаши           | деревня                 | Получено слишком много сущностей из Викиданные. Количество загруженных сущностей: 500/500. |
| 93  | Старое Акташево   | деревня                 | Получено слишком много сущностей из Викиданные. Количество загруженных сущностей: 500/500. |
| 94  | Староселка        | деревня                 | Получено слишком много сущностей из Викиданные. Количество загруженных сущностей: 500/500. |
| 95  | Степное Тугаево   | деревня                 | Получено слишком много сущностей из Викиданные. Количество загруженных сущностей: 500/500. |
| 96  | Сюлескеры         | деревня                 | Получено слишком много сущностей из Викиданные. Количество загруженных сущностей: 500/500. |
| 97  | Сюткасы           | деревня                 | Получено слишком много сущностей из Викиданные. Количество загруженных сущностей: 500/500. |
| 98  | Сятры             | деревня                 | Получено слишком много сущностей из Викиданные. Количество загруженных сущностей: 500/500. |
| 99  | Табанары          | деревня                 | Получено слишком много сущностей из Викиданные. Количество загруженных сущностей: 500/500. |
| 100 | Таганы            | деревня                 | Получено слишком много сущностей из Викиданные. Количество загруженных сущностей: 500/500. |
| 101 | Татарские Кунаши  | деревня                 | Получено слишком много сущностей из Викиданные. Количество загруженных сущностей: 500/500. |
| 102 | Таушкасы          | деревня                 | Получено слишком много сущностей из Викиданные. Количество загруженных сущностей: 500/500. |
| 103 | Тебикасы          | деревня                 | Получено слишком много сущностей из Викиданные. Количество загруженных сущностей: 500/500. |
| 104 | Тиньговатово      | деревня                 | Получено слишком много сущностей из Викиданные. Количество загруженных сущностей: 500/500. |
| 105 | Тожможары         | деревня                 | Получено слишком много сущностей из Викиданные. Количество загруженных сущностей: 500/500. |
| 106 | Тойси             | село                    | Получено слишком много сущностей из Викиданные. Количество загруженных сущностей: 500/500. |
| 107 | Толбайкасы        | деревня                 | Получено слишком много сущностей из Викиданные. Количество загруженных сущностей: 500/500. |
| 108 | Топнеры           | деревня                 | Получено слишком много сущностей из Викиданные. Количество загруженных сущностей: 500/500. |
| 109 | Топтул            | деревня                 | Получено слишком много сущностей из Викиданные. Количество загруженных сущностей: 500/500. |
| 110 | Торваши           | деревня                 | Получено слишком много сущностей из Викиданные. Количество загруженных сущностей: 500/500. |
| 111 | Торханы           | деревня                 | Получено слишком много сущностей из Викиданные. Количество загруженных сущностей: 500/500. |
| 112 | Третьи Вурманкасы | деревня                 | Получено слишком много сущностей из Викиданные. Количество загруженных сущностей: 500/500. |
| 113 | Три-Избы          | деревня                 | Получено слишком много сущностей из Викиданные. Количество загруженных сущностей: 500/500. |
| 114 | Тувси             | деревня                 | Получено слишком много сущностей из Викиданные. Количество загруженных сущностей: 500/500. |
| 115 | Тюнзыры           | деревня                 | Получено слишком много сущностей из Викиданные. Количество загруженных сущностей: 500/500. |
| 116 | Тюрары            | деревня                 | Получено слишком много сущностей из Викиданные. Количество загруженных сущностей: 500/500. |
| 117 | Тяптикасы         | деревня                 | Получено слишком много сущностей из Викиданные. Количество загруженных сущностей: 500/500. |
| 118 | Унгасемы          | деревня                 | Получено слишком много сущностей из Викиданные. Количество загруженных сущностей: 500/500. |
| 119 | Урезекасы         | деревня                 | Получено слишком много сущностей из Викиданные. Количество загруженных сущностей: 500/500. |
| 120 | Харитоновка       | деревня                 | Получено слишком много сущностей из Викиданные. Количество загруженных сущностей: 500/500. |
| 121 | Хорамалы          | деревня                 | Получено слишком много сущностей из Викиданные. Количество загруженных сущностей: 500/500. |
| 122 | Хорнвары          | деревня                 | Получено слишком много сущностей из Викиданные. Количество загруженных сущностей: 500/500. |
| 123 | Хорнзор           | деревня                 | Получено слишком много сущностей из Викиданные. Количество загруженных сущностей: 500/500. |
| 124 | Хорнуй            | деревня                 | Получено слишком много сущностей из Викиданные. Количество загруженных сущностей: 500/500. |
| 125 | Хутор Шинеры      | деревня                 | Получено слишком много сущностей из Викиданные. Количество загруженных сущностей: 500/500. |
| 126 | Цивильск          | город                   | 12 762                                                                                     |
| 127 | Цивильск          | железнодорожная станция | Получено слишком много сущностей из Викиданные. Количество загруженных сущностей: 500/500. |
| 128 | Чиричкасы         | деревня                 | Получено слишком много сущностей из Викиданные. Количество загруженных сущностей: 500/500. |
| 129 | Чирши             | деревня                 | Получено слишком много сущностей из Викиданные. Количество загруженных сущностей: 500/500. |
| 130 | Чирши             | деревня                 | Получено слишком много сущностей из Викиданные. Количество загруженных сущностей: 500/500. |
| 131 | Чиршкасы          | деревня                 | Получено слишком много сущностей из Викиданные. Количество загруженных сущностей: 500/500. |
| 132 | Чурачики          | село                    | Получено слишком много сущностей из Викиданные. Количество загруженных сущностей: 500/500. |
| 133 | Шальчакасы        | деревня                 | Получено слишком много сущностей из Викиданные. Количество загруженных сущностей: 500/500. |
| 134 | Шинары            | деревня                 | Получено слишком много сущностей из Викиданные. Количество загруженных сущностей: 500/500. |
| 135 | Шинеры            | село                    | Получено слишком много сущностей из Викиданные. Количество загруженных сущностей: 500/500. |
| 136 | Шордауши          | деревня                 | Получено слишком много сущностей из Викиданные. Количество загруженных сущностей: 500/500. |
| 137 | Юськасы           | деревня                 | Получено слишком много сущностей из Викиданные. Количество загруженных сущностей: 500/500. |
| 138 | Янзакасы          | деревня                 | Получено слишком много сущностей из Викиданные. Количество загруженных сущностей: 500/500. |
| 139 | Янорсово          | деревня                 | Получено слишком много сущностей из Викиданные. Количество загруженных сущностей: 500/500. |

### Чебоксарский
| №   | Населённый пункт       | Тип                     | Население                                                                                  |
| --- | ---------------------- | ----------------------- | ------------------------------------------------------------------------------------------ |
| 1   | Абашево                | село                    | Получено слишком много сущностей из Викиданные. Количество загруженных сущностей: 500/500. |
| 2   | Авдан-Сирмы            | деревня                 | Получено слишком много сущностей из Викиданные. Количество загруженных сущностей: 500/500. |
| 3   | Адылъял                | деревня                 | Получено слишком много сущностей из Викиданные. Количество загруженных сущностей: 500/500. |
| 4   | Акулево                | село                    | Получено слишком много сущностей из Викиданные. Количество загруженных сущностей: 500/500. |
| 5   | Алатырькасы            | деревня                 | Получено слишком много сущностей из Викиданные. Количество загруженных сущностей: 500/500. |
| 6   | Алымкасы               | деревня                 | Получено слишком много сущностей из Викиданные. Количество загруженных сущностей: 500/500. |
| 7   | Альгешево              | село                    | Получено слишком много сущностей из Викиданные. Количество загруженных сущностей: 500/500. |
| 8   | Анаткас-Марги          | деревня                 | Получено слишком много сущностей из Викиданные. Количество загруженных сущностей: 500/500. |
| 9   | Анаткас-Туруново       | деревня                 | Получено слишком много сущностей из Викиданные. Количество загруженных сущностей: 500/500. |
| 10  | Анат-Киняры            | село                    | Получено слишком много сущностей из Викиданные. Количество загруженных сущностей: 500/500. |
| 11  | Аначкасы               | деревня                 | Получено слишком много сущностей из Викиданные. Количество загруженных сущностей: 500/500. |
| 12  | Аркасы                 | деревня                 | Получено слишком много сущностей из Викиданные. Количество загруженных сущностей: 500/500. |
| 13  | Арманкасы              | деревня                 | Получено слишком много сущностей из Викиданные. Количество загруженных сущностей: 500/500. |
| 14  | Асакасы                | деревня                 | Получено слишком много сущностей из Викиданные. Количество загруженных сущностей: 500/500. |
| 15  | Атлашево               | деревня                 | Получено слишком много сущностей из Викиданные. Количество загруженных сущностей: 500/500. |
| 16  | Байсубаково            | деревня                 | Получено слишком много сущностей из Викиданные. Количество загруженных сущностей: 500/500. |
| 17  | Большие Карачуры       | деревня                 | Получено слишком много сущностей из Викиданные. Количество загруженных сущностей: 500/500. |
| 18  | Большие Катраси        | деревня                 | Получено слишком много сущностей из Викиданные. Количество загруженных сущностей: 500/500. |
| 19  | Большие Котяки         | деревня                 | Получено слишком много сущностей из Викиданные. Количество загруженных сущностей: 500/500. |
| 20  | Большие Мамыши         | деревня                 | Получено слишком много сущностей из Викиданные. Количество загруженных сущностей: 500/500. |
| 21  | Большое Князь-Теняково | деревня                 | Получено слишком много сущностей из Викиданные. Количество загруженных сущностей: 500/500. |
| 22  | Большое Янгильдино     | деревня                 | Получено слишком много сущностей из Викиданные. Количество загруженных сущностей: 500/500. |
| 23  | Большой Чигирь         | деревня                 | Получено слишком много сущностей из Викиданные. Количество загруженных сущностей: 500/500. |
| 24  | Важуково               | деревня                 | Получено слишком много сущностей из Викиданные. Количество загруженных сущностей: 500/500. |
| 25  | Варпоси                | деревня                 | Получено слишком много сущностей из Викиданные. Количество загруженных сущностей: 500/500. |
| 26  | Василькасы             | деревня                 | Получено слишком много сущностей из Викиданные. Количество загруженных сущностей: 500/500. |
| 27  | Верхний Магазь         | деревня                 | Получено слишком много сущностей из Викиданные. Количество загруженных сущностей: 500/500. |
| 28  | Вурманкас-Туруново     | деревня                 | Получено слишком много сущностей из Викиданные. Количество загруженных сущностей: 500/500. |
| 29  | Вурманкасы             | деревня                 | Получено слишком много сущностей из Викиданные. Количество загруженных сущностей: 500/500. |
| 30  | Вурманкасы             | деревня                 | Получено слишком много сущностей из Викиданные. Количество загруженных сущностей: 500/500. |
| 31  | Вуспюрт-Чурачики       | деревня                 | Получено слишком много сущностей из Викиданные. Количество загруженных сущностей: 500/500. |
| 32  | Ердово                 | деревня                 | Получено слишком много сущностей из Викиданные. Количество загруженных сущностей: 500/500. |
| 33  | Завражное              | деревня                 | Получено слишком много сущностей из Викиданные. Количество загруженных сущностей: 500/500. |
| 34  | Икково                 | село                    | Получено слишком много сущностей из Викиданные. Количество загруженных сущностей: 500/500. |
| 35  | Ильбеши                | деревня                 | Получено слишком много сущностей из Викиданные. Количество загруженных сущностей: 500/500. |
| 36  | Ишаки                  | село                    | Получено слишком много сущностей из Викиданные. Количество загруженных сущностей: 500/500. |
| 37  | Ишлеи                  | село                    | Получено слишком много сущностей из Викиданные. Количество загруженных сущностей: 500/500. |
| 38  | Ишлеи                  | железнодорожная станция | Получено слишком много сущностей из Викиданные. Количество загруженных сущностей: 500/500. |
| 39  | Ишлейкасы              | деревня                 | Получено слишком много сущностей из Викиданные. Количество загруженных сущностей: 500/500. |
| 40  | Карандайкасы           | деревня                 | Получено слишком много сущностей из Викиданные. Количество загруженных сущностей: 500/500. |
| 41  | Кибеккасы              | деревня                 | Получено слишком много сущностей из Викиданные. Количество загруженных сущностей: 500/500. |
| 42  | Кибечкасы              | деревня                 | Получено слишком много сущностей из Викиданные. Количество загруженных сущностей: 500/500. |
| 43  | Кивсерткасы            | деревня                 | Получено слишком много сущностей из Викиданные. Количество загруженных сущностей: 500/500. |
| 44  | Кивсерт-Марги          | деревня                 | Получено слишком много сущностей из Викиданные. Количество загруженных сущностей: 500/500. |
| 45  | Кивьял-Чурачики        | деревня                 | Получено слишком много сущностей из Викиданные. Количество загруженных сущностей: 500/500. |
| 46  | Клычево                | деревня                 | Получено слишком много сущностей из Викиданные. Количество загруженных сущностей: 500/500. |
| 47  | Кодеркасы              | деревня                 | Получено слишком много сущностей из Викиданные. Количество загруженных сущностей: 500/500. |
| 48  | Корак-Чурачики         | деревня                 | Получено слишком много сущностей из Викиданные. Количество загруженных сущностей: 500/500. |
| 49  | Коснары                | деревня                 | Получено слишком много сущностей из Викиданные. Количество загруженных сущностей: 500/500. |
| 50  | Кочак-Туруново         | деревня                 | Получено слишком много сущностей из Викиданные. Количество загруженных сущностей: 500/500. |
| 51  | Крикакасы              | деревня                 | Получено слишком много сущностей из Викиданные. Количество загруженных сущностей: 500/500. |
| 52  | Кугеси                 | пгт                     | Получено слишком много сущностей из Викиданные. Количество загруженных сущностей: 500/500. |
| 53  | Курмыши                | деревня                 | Получено слишком много сущностей из Викиданные. Количество загруженных сущностей: 500/500. |
| 54  | Кшауши                 | деревня                 | Получено слишком много сущностей из Викиданные. Количество загруженных сущностей: 500/500. |
| 55  | Лагери                 | деревня                 | Получено слишком много сущностей из Викиданные. Количество загруженных сущностей: 500/500. |
| 56  | Лапракасы              | деревня                 | Получено слишком много сущностей из Викиданные. Количество загруженных сущностей: 500/500. |
| 57  | Лапсары                | деревня                 | Получено слишком много сущностей из Викиданные. Количество загруженных сущностей: 500/500. |
| 58  | Лебедеры               | деревня                 | Получено слишком много сущностей из Викиданные. Количество загруженных сущностей: 500/500. |
| 59  | Липово                 | деревня                 | Получено слишком много сущностей из Викиданные. Количество загруженных сущностей: 500/500. |
| 60  | Мадикасы               | деревня                 | Получено слишком много сущностей из Викиданные. Количество загруженных сущностей: 500/500. |
| 61  | Малдыкасы              | деревня                 | Получено слишком много сущностей из Викиданные. Количество загруженных сущностей: 500/500. |
| 62  | Малое Князь-Теняково   | деревня                 | Получено слишком много сущностей из Викиданные. Количество загруженных сущностей: 500/500. |
| 63  | Малое Шахчурино        | деревня                 | Получено слишком много сущностей из Викиданные. Количество загруженных сущностей: 500/500. |
| 64  | Малое Янгильдино       | деревня                 | Получено слишком много сущностей из Викиданные. Количество загруженных сущностей: 500/500. |
| 65  | Малые Карачуры         | деревня                 | Получено слишком много сущностей из Викиданные. Количество загруженных сущностей: 500/500. |
| 66  | Малые Коснары          | деревня                 | Получено слишком много сущностей из Викиданные. Количество загруженных сущностей: 500/500. |
| 67  | Малые Котяки           | деревня                 | Получено слишком много сущностей из Викиданные. Количество загруженных сущностей: 500/500. |
| 68  | Малые Торханы          | деревня                 | Получено слишком много сущностей из Викиданные. Количество загруженных сущностей: 500/500. |
| 69  | Малый Сундырь          | деревня                 | Получено слишком много сущностей из Викиданные. Количество загруженных сущностей: 500/500. |
| 70  | Мамги                  | деревня                 | Получено слишком много сущностей из Викиданные. Количество загруженных сущностей: 500/500. |
| 71  | Мемеши                 | деревня                 | Получено слишком много сущностей из Викиданные. Количество загруженных сущностей: 500/500. |
| 72  | Мерешпоси              | деревня                 | Получено слишком много сущностей из Викиданные. Количество загруженных сущностей: 500/500. |
| 73  | Мижеры                 | деревня                 | Получено слишком много сущностей из Викиданные. Количество загруженных сущностей: 500/500. |
| 74  | Микши-Энзей            | деревня                 | Получено слишком много сущностей из Викиданные. Количество загруженных сущностей: 500/500. |
| 75  | Миснеры                | деревня                 | Получено слишком много сущностей из Викиданные. Количество загруженных сущностей: 500/500. |
| 76  | Митрофанкасы           | деревня                 | Получено слишком много сущностей из Викиданные. Количество загруженных сущностей: 500/500. |
| 77  | Мокшино                | деревня                 | Получено слишком много сущностей из Викиданные. Количество загруженных сущностей: 500/500. |
| 78  | Мошкасы                | деревня                 | Получено слишком много сущностей из Викиданные. Количество загруженных сущностей: 500/500. |
| 79  | Моштауши               | деревня                 | Получено слишком много сущностей из Викиданные. Количество загруженных сущностей: 500/500. |
| 80  | Мускаринкасы           | деревня                 | Получено слишком много сущностей из Викиданные. Количество загруженных сущностей: 500/500. |
| 81  | Мутикасы               | деревня                 | Получено слишком много сущностей из Викиданные. Количество загруженных сущностей: 500/500. |
| 82  | Нижний Магазь          | деревня                 | Получено слишком много сущностей из Викиданные. Количество загруженных сущностей: 500/500. |
| 83  | Новое Атлашево         | посёлок                 | Получено слишком много сущностей из Викиданные. Количество загруженных сущностей: 500/500. |
| 84  | Новые Тренькасы        | деревня                 | Получено слишком много сущностей из Викиданные. Количество загруженных сущностей: 500/500. |
| 85  | Ойкасы                 | деревня                 | Получено слишком много сущностей из Викиданные. Количество загруженных сущностей: 500/500. |
| 86  | Ойкасы                 | деревня                 | Получено слишком много сущностей из Викиданные. Количество загруженных сущностей: 500/500. |
| 87  | Олгаши                 | деревня                 | Получено слишком много сущностей из Викиданные. Количество загруженных сущностей: 500/500. |
| 88  | Онгапось               | деревня                 | Получено слишком много сущностей из Викиданные. Количество загруженных сущностей: 500/500. |
| 89  | Пархикасы              | деревня                 | Получено слишком много сущностей из Викиданные. Количество загруженных сущностей: 500/500. |
| 90  | Пикшик                 | деревня                 | Получено слишком много сущностей из Викиданные. Количество загруженных сущностей: 500/500. |
| 91  | Питикасы               | деревня                 | Получено слишком много сущностей из Викиданные. Количество загруженных сущностей: 500/500. |
| 92  | Пихтулино              | деревня                 | Получено слишком много сущностей из Викиданные. Количество загруженных сущностей: 500/500. |
| 93  | Пронькасы              | деревня                 | Получено слишком много сущностей из Викиданные. Количество загруженных сущностей: 500/500. |
| 94  | Салабайкасы            | деревня                 | Получено слишком много сущностей из Викиданные. Количество загруженных сущностей: 500/500. |
| 95  | Самуково               | деревня                 | Получено слишком много сущностей из Викиданные. Количество загруженных сущностей: 500/500. |
| 96  | Сарабакасы             | деревня                 | Получено слишком много сущностей из Викиданные. Количество загруженных сущностей: 500/500. |
| 97  | Сарадакасы             | деревня                 | Получено слишком много сущностей из Викиданные. Количество загруженных сущностей: 500/500. |
| 98  | Сархорн                | деревня                 | Получено слишком много сущностей из Викиданные. Количество загруженных сущностей: 500/500. |
| 99  | Селиванкино            | деревня                 | Получено слишком много сущностей из Викиданные. Количество загруженных сущностей: 500/500. |
| 100 | Синьял-Покровское      | деревня                 | Получено слишком много сущностей из Викиданные. Количество загруженных сущностей: 500/500. |
| 101 | Синьял-Чурачики        | деревня                 | Получено слишком много сущностей из Викиданные. Количество загруженных сущностей: 500/500. |
| 102 | Синьялы                | деревня                 | Получено слишком много сущностей из Викиданные. Количество загруженных сущностей: 500/500. |
| 103 | Синьялы                | село                    | Получено слишком много сущностей из Викиданные. Количество загруженных сущностей: 500/500. |
| 104 | Сирмапоси              | деревня                 | Получено слишком много сущностей из Викиданные. Количество загруженных сущностей: 500/500. |
| 105 | Сирмапоси              | деревня                 | Получено слишком много сущностей из Викиданные. Количество загруженных сущностей: 500/500. |
| 106 | Собаккасы              | деревня                 | Получено слишком много сущностей из Викиданные. Количество загруженных сущностей: 500/500. |
| 107 | Сюктерка               | посёлок                 | Получено слишком много сущностей из Викиданные. Количество загруженных сущностей: 500/500. |
| 108 | Сютпылых               | деревня                 | Получено слишком много сущностей из Викиданные. Количество загруженных сущностей: 500/500. |
| 109 | Сятракасы              | деревня                 | Получено слишком много сущностей из Викиданные. Количество загруженных сущностей: 500/500. |
| 110 | Сятракасы              | деревня                 | Получено слишком много сущностей из Викиданные. Количество загруженных сущностей: 500/500. |
| 111 | Сятра-Марги            | деревня                 | Получено слишком много сущностей из Викиданные. Количество загруженных сущностей: 500/500. |
| 112 | Таушкасы               | деревня                 | Получено слишком много сущностей из Викиданные. Количество загруженных сущностей: 500/500. |
| 113 | Тимер-Сирма            | деревня                 | Получено слишком много сущностей из Викиданные. Количество загруженных сущностей: 500/500. |
| 114 | Тимой                  | деревня                 | Получено слишком много сущностей из Викиданные. Количество загруженных сущностей: 500/500. |
| 115 | Тимой Мамыши           | деревня                 | Получено слишком много сущностей из Викиданные. Количество загруженных сущностей: 500/500. |
| 116 | Типнеры                | деревня                 | Получено слишком много сущностей из Викиданные. Количество загруженных сущностей: 500/500. |
| 117 | Типсирма               | деревня                 | Получено слишком много сущностей из Викиданные. Количество загруженных сущностей: 500/500. |
| 118 | Тойдеряки              | деревня                 | Получено слишком много сущностей из Викиданные. Количество загруженных сущностей: 500/500. |
| 119 | Толиково               | деревня                 | Получено слишком много сущностей из Викиданные. Количество загруженных сущностей: 500/500. |
| 120 | Томакасы               | деревня                 | Получено слишком много сущностей из Викиданные. Количество загруженных сущностей: 500/500. |
| 121 | Тохмеево               | деревня                 | Получено слишком много сущностей из Викиданные. Количество загруженных сущностей: 500/500. |
| 122 | Тренькасы              | деревня                 | Получено слишком много сущностей из Викиданные. Количество загруженных сущностей: 500/500. |
| 123 | Турикасы               | деревня                 | Получено слишком много сущностей из Викиданные. Количество загруженных сущностей: 500/500. |
| 124 | Туруново               | село                    | Получено слишком много сущностей из Викиданные. Количество загруженных сущностей: 500/500. |
| 125 | Ураево-Магазь          | деревня                 | Получено слишком много сущностей из Викиданные. Количество загруженных сущностей: 500/500. |
| 126 | Устакасы               | деревня                 | Получено слишком много сущностей из Викиданные. Количество загруженных сущностей: 500/500. |
| 127 | Хачики                 | деревня                 | Получено слишком много сущностей из Викиданные. Количество загруженных сущностей: 500/500. |
| 128 | Хирле-Сир              | деревня                 | Получено слишком много сущностей из Викиданные. Количество загруженных сущностей: 500/500. |
| 129 | Хозандайкино           | деревня                 | Получено слишком много сущностей из Викиданные. Количество загруженных сущностей: 500/500. |
| 130 | Хорамакасы             | деревня                 | Получено слишком много сущностей из Викиданные. Количество загруженных сущностей: 500/500. |
| 131 | Хора-Сирма             | деревня                 | Получено слишком много сущностей из Викиданные. Количество загруженных сущностей: 500/500. |
| 132 | Хора-Сирма             | деревня                 | Получено слишком много сущностей из Викиданные. Количество загруженных сущностей: 500/500. |
| 133 | Хорнзор                | деревня                 | Получено слишком много сущностей из Викиданные. Количество загруженных сущностей: 500/500. |
| 134 | Хурынлых               | деревня                 | Получено слишком много сущностей из Викиданные. Количество загруженных сущностей: 500/500. |
| 135 | Хыймалакасы            | деревня                 | Получено слишком много сущностей из Викиданные. Количество загруженных сущностей: 500/500. |
| 136 | Хыркасы                | село                    | Получено слишком много сущностей из Викиданные. Количество загруженных сущностей: 500/500. |
| 137 | Хыркасы                | деревня                 | Получено слишком много сущностей из Викиданные. Количество загруженных сущностей: 500/500. |
| 138 | Хыршкасы               | деревня                 | Получено слишком много сущностей из Викиданные. Количество загруженных сущностей: 500/500. |
| 139 | Чалымкасы              | деревня                 | Получено слишком много сущностей из Викиданные. Количество загруженных сущностей: 500/500. |
| 140 | Челкасы                | деревня                 | Получено слишком много сущностей из Викиданные. Количество загруженных сущностей: 500/500. |
| 141 | Чемурша                | село                    | Получено слишком много сущностей из Викиданные. Количество загруженных сущностей: 500/500. |
| 142 | Чергаши                | деревня                 | Получено слишком много сущностей из Викиданные. Количество загруженных сущностей: 500/500. |
| 143 | Чермаки                | деревня                 | Получено слишком много сущностей из Викиданные. Количество загруженных сущностей: 500/500. |
| 144 | Чиганары               | деревня                 | Получено слишком много сущностей из Викиданные. Количество загруженных сущностей: 500/500. |
| 145 | Чиршкасы               | деревня                 | Получено слишком много сущностей из Викиданные. Количество загруженных сущностей: 500/500. |
| 146 | Чиршкасы               | деревня                 | Получено слишком много сущностей из Викиданные. Количество загруженных сущностей: 500/500. |
| 147 | Чиршкасы               | деревня                 | Получено слишком много сущностей из Викиданные. Количество загруженных сущностей: 500/500. |
| 148 | Шайгильдино            | деревня                 | Получено слишком много сущностей из Викиданные. Количество загруженных сущностей: 500/500. |
| 149 | Шакулово               | деревня                 | Получено слишком много сущностей из Викиданные. Количество загруженных сущностей: 500/500. |
| 150 | Шанары                 | деревня                 | Получено слишком много сущностей из Викиданные. Количество загруженных сущностей: 500/500. |
| 151 | Шинерпоси              | деревня                 | Получено слишком много сущностей из Викиданные. Количество загруженных сущностей: 500/500. |
| 152 | Шинер-Туруново         | деревня                 | Получено слишком много сущностей из Викиданные. Количество загруженных сущностей: 500/500. |
| 153 | Шишкенеры              | деревня                 | Получено слишком много сущностей из Викиданные. Количество загруженных сущностей: 500/500. |
| 154 | Шобашкаркасы           | деревня                 | Получено слишком много сущностей из Викиданные. Количество загруженных сущностей: 500/500. |
| 155 | Шоркасы                | деревня                 | Получено слишком много сущностей из Викиданные. Количество загруженных сущностей: 500/500. |
| 156 | Шоркино                | деревня                 | Получено слишком много сущностей из Викиданные. Количество загруженных сущностей: 500/500. |
| 157 | Шорчекасы              | деревня                 | Получено слишком много сущностей из Викиданные. Количество загруженных сущностей: 500/500. |
| 158 | Ырашпулых              | деревня                 | Получено слишком много сущностей из Викиданные. Количество загруженных сущностей: 500/500. |
| 159 | Эзеккасы               | деревня                 | Получено слишком много сущностей из Викиданные. Количество загруженных сущностей: 500/500. |
| 160 | Эндимиркасы            | деревня                 | Получено слишком много сущностей из Викиданные. Количество загруженных сущностей: 500/500. |
| 161 | Юраково                | деревня                 | Получено слишком много сущностей из Викиданные. Количество загруженных сущностей: 500/500. |
| 162 | Ягудары                | деревня                 | Получено слишком много сущностей из Викиданные. Количество загруженных сущностей: 500/500. |
| 163 | Ядринкасы              | деревня                 | Получено слишком много сущностей из Викиданные. Количество загруженных сущностей: 500/500. |
| 164 | Ямбарусово             | деревня                 | Получено слишком много сущностей из Викиданные. Количество загруженных сущностей: 500/500. |
| 165 | Янашкасы               | деревня                 | Получено слишком много сущностей из Викиданные. Количество загруженных сущностей: 500/500. |
| 166 | Янгильдино             | село                    | Получено слишком много сущностей из Викиданные. Количество загруженных сущностей: 500/500. |
| 167 | Яндово                 | деревня                 | Получено слишком много сущностей из Викиданные. Количество загруженных сущностей: 500/500. |
| 168 | Янду                   | деревня                 | Получено слишком много сущностей из Викиданные. Количество загруженных сущностей: 500/500. |
| 169 | Яныши                  | деревня                 | Получено слишком много сущностей из Викиданные. Количество загруженных сущностей: 500/500. |
| 170 | Яранкасы               | деревня                 | Получено слишком много сущностей из Викиданные. Количество загруженных сущностей: 500/500. |
| 171 | Ярускасы               | деревня                 | Получено слишком много сущностей из Викиданные. Количество загруженных сущностей: 500/500. |
| 172 | Яуши                   | деревня                 | Получено слишком много сущностей из Викиданные. Количество загруженных сущностей: 500/500. |

### Шемуршинский
| №  | Населённый пункт  | Тип     | Население                                                                                  |
| -- | ----------------- | ------- | ------------------------------------------------------------------------------------------ |
| 1  | Андреевка         | деревня | Получено слишком много сущностей из Викиданные. Количество загруженных сущностей: 500/500. |
| 2  | Асаново           | деревня | Получено слишком много сущностей из Викиданные. Количество загруженных сущностей: 500/500. |
| 3  | Байдеряково       | деревня | Получено слишком много сущностей из Викиданные. Количество загруженных сущностей: 500/500. |
| 4  | Баскаки           | посёлок | Получено слишком много сущностей из Викиданные. Количество загруженных сущностей: 500/500. |
| 5  | Бичурга-Баишево   | село    | Получено слишком много сущностей из Викиданные. Количество загруженных сущностей: 500/500. |
| 6  | Большое Буяново   | деревня | Получено слишком много сущностей из Викиданные. Количество загруженных сущностей: 500/500. |
| 7  | Верхнее Буяново   | деревня | Получено слишком много сущностей из Викиданные. Количество загруженных сущностей: 500/500. |
| 8  | Какерли-Шигали    | деревня | Получено слишком много сущностей из Викиданные. Количество загруженных сущностей: 500/500. |
| 9  | Канаш             | посёлок | Получено слишком много сущностей из Викиданные. Количество загруженных сущностей: 500/500. |
| 10 | Карабай-Шемурша   | деревня | Получено слишком много сущностей из Викиданные. Количество загруженных сущностей: 500/500. |
| 11 | Красный Вазан     | посёлок | Получено слишком много сущностей из Викиданные. Количество загруженных сущностей: 500/500. |
| 12 | Красный Ключ      | посёлок | Получено слишком много сущностей из Викиданные. Количество загруженных сущностей: 500/500. |
| 13 | Кучеки            | посёлок | Получено слишком много сущностей из Викиданные. Количество загруженных сущностей: 500/500. |
| 14 | Максим Горький    | посёлок | Получено слишком много сущностей из Викиданные. Количество загруженных сущностей: 500/500. |
| 15 | Малое Буяново     | деревня | Получено слишком много сущностей из Викиданные. Количество загруженных сущностей: 500/500. |
| 16 | Мордовские Тюки   | деревня | Получено слишком много сущностей из Викиданные. Количество загруженных сущностей: 500/500. |
| 17 | Муллиная          | посёлок | Получено слишком много сущностей из Викиданные. Количество загруженных сущностей: 500/500. |
| 18 | Нижнее Буяново    | деревня | Получено слишком много сущностей из Викиданные. Количество загруженных сущностей: 500/500. |
| 19 | Новая Шемурша     | деревня | Получено слишком много сущностей из Викиданные. Количество загруженных сущностей: 500/500. |
| 20 | Новое Буяново     | деревня | Получено слишком много сущностей из Викиданные. Количество загруженных сущностей: 500/500. |
| 21 | Новые Чукалы      | деревня | Получено слишком много сущностей из Викиданные. Количество загруженных сущностей: 500/500. |
| 22 | Русские Чукалы    | деревня | Получено слишком много сущностей из Викиданные. Количество загруженных сущностей: 500/500. |
| 23 | Старая Шемурша    | деревня | Получено слишком много сущностей из Викиданные. Количество загруженных сущностей: 500/500. |
| 24 | Старые Чукалы     | деревня | Получено слишком много сущностей из Викиданные. Количество загруженных сущностей: 500/500. |
| 25 | Трёхбалтаево      | село    | Получено слишком много сущностей из Викиданные. Количество загруженных сущностей: 500/500. |
| 26 | Трёхизб-Шемурша   | деревня | Получено слишком много сущностей из Викиданные. Количество загруженных сущностей: 500/500. |
| 27 | Чепкас-Ильметево  | деревня | Получено слишком много сущностей из Викиданные. Количество загруженных сущностей: 500/500. |
| 28 | Чепкас-Никольское | деревня | Получено слишком много сущностей из Викиданные. Количество загруженных сущностей: 500/500. |
| 29 | Шамкино           | село    | Получено слишком много сущностей из Викиданные. Количество загруженных сущностей: 500/500. |
| 30 | Шемурша           | село    | Получено слишком много сущностей из Викиданные. Количество загруженных сущностей: 500/500. |
| 31 | Яблоновка         | деревня | Получено слишком много сущностей из Викиданные. Количество загруженных сущностей: 500/500. |

### Шумерлинский
| №  | Населённый пункт | Тип     | Население                                                                                  |
| -- | ---------------- | ------- | ------------------------------------------------------------------------------------------ |
| 1  | Автобус          | посёлок | Получено слишком много сущностей из Викиданные. Количество загруженных сущностей: 500/500. |
| 2  | Ахмасиха         | выселок | Получено слишком много сущностей из Викиданные. Количество загруженных сущностей: 500/500. |
| 3  | Большие Алгаши   | село    | Получено слишком много сущностей из Викиданные. Количество загруженных сущностей: 500/500. |
| 4  | Бреняши          | деревня | Получено слишком много сущностей из Викиданные. Количество загруженных сущностей: 500/500. |
| 5  | Верхний Магарин  | деревня | Получено слишком много сущностей из Викиданные. Количество загруженных сущностей: 500/500. |
| 6  | Верхняя Кумашка  | деревня | Получено слишком много сущностей из Викиданные. Количество загруженных сущностей: 500/500. |
| 7  | Волга            | посёлок | Получено слишком много сущностей из Викиданные. Количество загруженных сущностей: 500/500. |
| 8  | Вторые Ялдры     | деревня | Получено слишком много сущностей из Викиданные. Количество загруженных сущностей: 500/500. |
| 9  | Дубовка          | посёлок | Получено слишком много сущностей из Викиданные. Количество загруженных сущностей: 500/500. |
| 10 | Егоркино         | деревня | Получено слишком много сущностей из Викиданные. Количество загруженных сущностей: 500/500. |
| 11 | Егоркино         | деревня | Получено слишком много сущностей из Викиданные. Количество загруженных сущностей: 500/500. |
| 12 | Кабаново         | посёлок | Получено слишком много сущностей из Викиданные. Количество загруженных сущностей: 500/500. |
| 13 | Кадеркино        | деревня | Получено слишком много сущностей из Викиданные. Количество загруженных сущностей: 500/500. |
| 14 | Калиновка        | посёлок | Получено слишком много сущностей из Викиданные. Количество загруженных сущностей: 500/500. |
| 15 | Комар            | посёлок | Получено слишком много сущностей из Викиданные. Количество загруженных сущностей: 500/500. |
| 16 | Коминтерн        | посёлок | Получено слишком много сущностей из Викиданные. Количество загруженных сущностей: 500/500. |
| 17 | Красная Звезда   | посёлок | Получено слишком много сущностей из Викиданные. Количество загруженных сущностей: 500/500. |
| 18 | Красный Атмал    | посёлок | Получено слишком много сущностей из Викиданные. Количество загруженных сущностей: 500/500. |
| 19 | Красный Октябрь  | посёлок | Получено слишком много сущностей из Викиданные. Количество загруженных сущностей: 500/500. |
| 20 | Кумашка          | разъезд | Получено слишком много сущностей из Викиданные. Количество загруженных сущностей: 500/500. |
| 21 | Лесные Туваны    | деревня | Получено слишком много сущностей из Викиданные. Количество загруженных сущностей: 500/500. |
| 22 | Луговая          | деревня | Получено слишком много сущностей из Викиданные. Количество загруженных сущностей: 500/500. |
| 23 | Малиновка        | посёлок | Получено слишком много сущностей из Викиданные. Количество загруженных сущностей: 500/500. |
| 24 | Малые Туваны     | деревня | Получено слишком много сущностей из Викиданные. Количество загруженных сущностей: 500/500. |
| 25 | Молгачкино       | деревня | Получено слишком много сущностей из Викиданные. Количество загруженных сущностей: 500/500. |
| 26 | Мыслец           | деревня | Получено слишком много сущностей из Викиданные. Количество загруженных сущностей: 500/500. |
| 27 | Мыслец           | посёлок | Получено слишком много сущностей из Викиданные. Количество загруженных сущностей: 500/500. |
| 28 | Нижний Магарин   | деревня | Получено слишком много сущностей из Викиданные. Количество загруженных сущностей: 500/500. |
| 29 | Нижняя Кумашка   | село    | Получено слишком много сущностей из Викиданные. Количество загруженных сущностей: 500/500. |
| 30 | Петропавловск    | деревня | Получено слишком много сущностей из Викиданные. Количество загруженных сущностей: 500/500. |
| 31 | Пилешкасы        | деревня | Получено слишком много сущностей из Викиданные. Количество загруженных сущностей: 500/500. |
| 32 | Пинеры           | разъезд | Получено слишком много сущностей из Викиданные. Количество загруженных сущностей: 500/500. |
| 33 | Подборное        | посёлок | Получено слишком много сущностей из Викиданные. Количество загруженных сущностей: 500/500. |
| 34 | Покровское       | посёлок | Получено слишком много сущностей из Викиданные. Количество загруженных сущностей: 500/500. |
| 35 | Полярная Звезда  | посёлок | Получено слишком много сущностей из Викиданные. Количество загруженных сущностей: 500/500. |
| 36 | Пояндайкино      | деревня | Получено слишком много сущностей из Викиданные. Количество загруженных сущностей: 500/500. |
| 37 | Путь Ленина      | посёлок | Получено слишком много сущностей из Викиданные. Количество загруженных сущностей: 500/500. |
| 38 | Пюкрей           | деревня | Получено слишком много сущностей из Викиданные. Количество загруженных сущностей: 500/500. |
| 39 | Речной           | посёлок | Получено слишком много сущностей из Викиданные. Количество загруженных сущностей: 500/500. |
| 40 | Русские Алгаши   | село    | Получено слишком много сущностей из Викиданные. Количество загруженных сущностей: 500/500. |
| 41 | Савадеркино      | деревня | Получено слишком много сущностей из Викиданные. Количество загруженных сущностей: 500/500. |
| 42 | Саланчик         | посёлок | Получено слишком много сущностей из Викиданные. Количество загруженных сущностей: 500/500. |
| 43 | Синькасы         | деревня | Получено слишком много сущностей из Викиданные. Количество загруженных сущностей: 500/500. |
| 44 | Тарн-Сирма       | деревня | Получено слишком много сущностей из Викиданные. Количество загруженных сущностей: 500/500. |
| 45 | Торханы          | деревня | Получено слишком много сущностей из Викиданные. Количество загруженных сущностей: 500/500. |
| 46 | Триер            | посёлок | Получено слишком много сущностей из Викиданные. Количество загруженных сущностей: 500/500. |
| 47 | Туваны           | село    | Получено слишком много сущностей из Викиданные. Количество загруженных сущностей: 500/500. |
| 48 | Тугасы           | деревня | Получено слишком много сущностей из Викиданные. Количество загруженных сущностей: 500/500. |
| 49 | Ульяновское      | посёлок | Получено слишком много сущностей из Викиданные. Количество загруженных сущностей: 500/500. |
| 50 | Ходары           | село    | Получено слишком много сущностей из Викиданные. Количество загруженных сущностей: 500/500. |
| 51 | Чертаганы        | деревня | Получено слишком много сущностей из Викиданные. Количество загруженных сущностей: 500/500. |
| 52 | Чувашские Алгаши | деревня | Получено слишком много сущностей из Викиданные. Количество загруженных сущностей: 500/500. |
| 53 | Шумерля          | деревня | Получено слишком много сущностей из Викиданные. Количество загруженных сущностей: 500/500. |
| 54 | Эшменейкино      | деревня | Получено слишком много сущностей из Викиданные. Количество загруженных сущностей: 500/500. |
| 55 | Юманай           | село    | Получено слишком много сущностей из Викиданные. Количество загруженных сущностей: 500/500. |
| 56 | Яндаши           | деревня | Получено слишком много сущностей из Викиданные. Количество загруженных сущностей: 500/500. |
| 57 | Яхайкино         | посёлок | Получено слишком много сущностей из Викиданные. Количество загруженных сущностей: 500/500. |

### Ядринский
| №   | Населённый пункт   | Тип     | Население                                                                                  |
| --- | ------------------ | ------- | ------------------------------------------------------------------------------------------ |
| 1   | Алексеевка         | деревня | Получено слишком много сущностей из Викиданные. Количество загруженных сущностей: 500/500. |
| 2   | Алешкино           | деревня | Получено слишком много сущностей из Викиданные. Количество загруженных сущностей: 500/500. |
| 3   | Аптышкасы          | деревня | Получено слишком много сущностей из Викиданные. Количество загруженных сущностей: 500/500. |
| 4   | Аптякпось          | деревня | Получено слишком много сущностей из Викиданные. Количество загруженных сущностей: 500/500. |
| 5   | Атликасы           | деревня | Получено слишком много сущностей из Викиданные. Количество загруженных сущностей: 500/500. |
| 6   | Багиши             | выселок | Получено слишком много сущностей из Викиданные. Количество загруженных сущностей: 500/500. |
| 7   | Балдаево           | село    | Получено слишком много сущностей из Викиданные. Количество загруженных сущностей: 500/500. |
| 8   | Бархаткино         | деревня | Получено слишком много сущностей из Викиданные. Количество загруженных сущностей: 500/500. |
| 9   | Бобылькасы         | деревня | Получено слишком много сущностей из Викиданные. Количество загруженных сущностей: 500/500. |
| 10  | Большие Багиши     | деревня | Получено слишком много сущностей из Викиданные. Количество загруженных сущностей: 500/500. |
| 11  | Большие Шемердяны  | село    | Получено слишком много сущностей из Викиданные. Количество загруженных сущностей: 500/500. |
| 12  | Большое Чурашево   | село    | Получено слишком много сущностей из Викиданные. Количество загруженных сущностей: 500/500. |
| 13  | Большой Сундырь    | село    | Получено слишком много сущностей из Викиданные. Количество загруженных сущностей: 500/500. |
| 14  | Большой Югуть      | деревня | Получено слишком много сущностей из Викиданные. Количество загруженных сущностей: 500/500. |
| 15  | Ванькино           | деревня | Получено слишком много сущностей из Викиданные. Количество загруженных сущностей: 500/500. |
| 16  | Васькино           | деревня | Получено слишком много сущностей из Викиданные. Количество загруженных сущностей: 500/500. |
| 17  | Верхние Ачаки      | деревня | Получено слишком много сущностей из Викиданные. Количество загруженных сущностей: 500/500. |
| 18  | Верхние Бурнаши    | деревня | Получено слишком много сущностей из Викиданные. Количество загруженных сущностей: 500/500. |
| 19  | Верхние Ирзеи      | деревня | Получено слишком много сущностей из Викиданные. Количество загруженных сущностей: 500/500. |
| 20  | Верхние Мочары     | деревня | Получено слишком много сущностей из Викиданные. Количество загруженных сущностей: 500/500. |
| 21  | Верхние Сунары     | деревня | Получено слишком много сущностей из Викиданные. Количество загруженных сущностей: 500/500. |
| 22  | Вурманкас-Асламасы | деревня | Получено слишком много сущностей из Викиданные. Количество загруженных сущностей: 500/500. |
| 23  | Вурманкас-Ядрино   | деревня | Получено слишком много сущностей из Викиданные. Количество загруженных сущностей: 500/500. |
| 24  | Выселок № 1        | деревня | Получено слишком много сущностей из Викиданные. Количество загруженных сущностей: 500/500. |
| 25  | Выселок № 2        | деревня | Получено слишком много сущностей из Викиданные. Количество загруженных сущностей: 500/500. |
| 26  | Долина             | деревня | Получено слишком много сущностей из Викиданные. Количество загруженных сущностей: 500/500. |
| 27  | Егоркино           | деревня | Получено слишком много сущностей из Викиданные. Количество загруженных сущностей: 500/500. |
| 28  | Емалоки            | деревня | Получено слишком много сущностей из Викиданные. Количество загруженных сущностей: 500/500. |
| 29  | Засурье            | село    | Получено слишком много сущностей из Викиданные. Количество загруженных сущностей: 500/500. |
| 30  | Заштраночная       | деревня | Получено слишком много сущностей из Викиданные. Количество загруженных сущностей: 500/500. |
| 31  | Иваньково          | деревня | Получено слишком много сущностей из Викиданные. Количество загруженных сущностей: 500/500. |
| 32  | Изамбаево          | деревня | Получено слишком много сущностей из Викиданные. Количество загруженных сущностей: 500/500. |
| 33  | Ильдубайкино       | деревня | Получено слишком много сущностей из Викиданные. Количество загруженных сущностей: 500/500. |
| 34  | Ильина Гора        | село    | Получено слишком много сущностей из Викиданные. Количество загруженных сущностей: 500/500. |
| 35  | Исмендеры          | деревня | Получено слишком много сущностей из Викиданные. Количество загруженных сущностей: 500/500. |
| 36  | Испуханы           | деревня | Получено слишком много сущностей из Викиданные. Количество загруженных сущностей: 500/500. |
| 37  | Канаш              | деревня | Получено слишком много сущностей из Викиданные. Количество загруженных сущностей: 500/500. |
| 38  | Карикасы           | деревня | Получено слишком много сущностей из Викиданные. Количество загруженных сущностей: 500/500. |
| 39  | Качикасы           | деревня | Получено слишком много сущностей из Викиданные. Количество загруженных сущностей: 500/500. |
| 40  | Кильдишево         | деревня | Получено слишком много сущностей из Викиданные. Количество загруженных сущностей: 500/500. |
| 41  | Козловка           | деревня | Получено слишком много сущностей из Викиданные. Количество загруженных сущностей: 500/500. |
| 42  | Кудаши             | деревня | Получено слишком много сущностей из Викиданные. Количество загруженных сущностей: 500/500. |
| 43  | Кукшумы            | деревня | Получено слишком много сущностей из Викиданные. Количество загруженных сущностей: 500/500. |
| 44  | Кумаккасы          | деревня | Получено слишком много сущностей из Викиданные. Количество загруженных сущностей: 500/500. |
| 45  | Лапракасы          | деревня | Получено слишком много сущностей из Викиданные. Количество загруженных сущностей: 500/500. |
| 46  | Лена               | посёлок | Получено слишком много сущностей из Викиданные. Количество загруженных сущностей: 500/500. |
| 47  | Ленино             | деревня | Получено слишком много сущностей из Викиданные. Количество загруженных сущностей: 500/500. |
| 48  | Лесной             | посёлок | Получено слишком много сущностей из Викиданные. Количество загруженных сущностей: 500/500. |
| 49  | Лешкас-Асламасы    | деревня | Получено слишком много сущностей из Викиданные. Количество загруженных сущностей: 500/500. |
| 50  | Липовая            | деревня | Получено слишком много сущностей из Викиданные. Количество загруженных сущностей: 500/500. |
| 51  | Липовка            | деревня | Получено слишком много сущностей из Викиданные. Количество загруженных сущностей: 500/500. |
| 52  | Малое Карачкино    | село    | Получено слишком много сущностей из Викиданные. Количество загруженных сущностей: 500/500. |
| 53  | Малое Кумаркино    | деревня | Получено слишком много сущностей из Викиданные. Количество загруженных сущностей: 500/500. |
| 54  | Малое Чурашево     | село    | Получено слишком много сущностей из Викиданные. Количество загруженных сущностей: 500/500. |
| 55  | Малые Тюмерли      | деревня | Получено слишком много сущностей из Викиданные. Количество загруженных сущностей: 500/500. |
| 56  | Малые Четаи        | деревня | Получено слишком много сущностей из Викиданные. Количество загруженных сущностей: 500/500. |
| 57  | Малые Шемердяны    | деревня | Получено слишком много сущностей из Викиданные. Количество загруженных сущностей: 500/500. |
| 58  | Малые Ямаши        | деревня | Получено слишком много сущностей из Викиданные. Количество загруженных сущностей: 500/500. |
| 59  | Малый Сундырь      | деревня | Получено слишком много сущностей из Викиданные. Количество загруженных сущностей: 500/500. |
| 60  | Малый Югуть        | деревня | Получено слишком много сущностей из Викиданные. Количество загруженных сущностей: 500/500. |
| 61  | Медякасы           | деревня | Получено слишком много сущностей из Викиданные. Количество загруженных сущностей: 500/500. |
| 62  | Моляково           | деревня | Получено слишком много сущностей из Викиданные. Количество загруженных сущностей: 500/500. |
| 63  | Мурзакасы          | деревня | Получено слишком много сущностей из Викиданные. Количество загруженных сущностей: 500/500. |
| 64  | Нагорное           | деревня | Получено слишком много сущностей из Викиданные. Количество загруженных сущностей: 500/500. |
| 65  | Наснары            | деревня | Получено слишком много сущностей из Викиданные. Количество загруженных сущностей: 500/500. |
| 66  | Нижние Ачаки       | деревня | Получено слишком много сущностей из Викиданные. Количество загруженных сущностей: 500/500. |
| 67  | Нижние Бурнаши     | деревня | Получено слишком много сущностей из Викиданные. Количество загруженных сущностей: 500/500. |
| 68  | Нижние Ирзеи       | деревня | Получено слишком много сущностей из Викиданные. Количество загруженных сущностей: 500/500. |
| 69  | Нижние Мочары      | деревня | Получено слишком много сущностей из Викиданные. Количество загруженных сущностей: 500/500. |
| 70  | Нижние Сунары      | деревня | Получено слишком много сущностей из Викиданные. Количество загруженных сущностей: 500/500. |
| 71  | Нижние Яуши        | деревня | Получено слишком много сущностей из Викиданные. Количество загруженных сущностей: 500/500. |
| 72  | Никитино           | деревня | Получено слишком много сущностей из Викиданные. Количество загруженных сущностей: 500/500. |
| 73  | Никиткино          | деревня | Получено слишком много сущностей из Викиданные. Количество загруженных сущностей: 500/500. |
| 74  | Николаевское       | село    | Получено слишком много сущностей из Викиданные. Количество загруженных сущностей: 500/500. |
| 75  | Никольское         | село    | Получено слишком много сущностей из Викиданные. Количество загруженных сущностей: 500/500. |
| 76  | Новая Екатериновка | деревня | Получено слишком много сущностей из Викиданные. Количество загруженных сущностей: 500/500. |
| 77  | Новое Тянымово     | деревня | Получено слишком много сущностей из Викиданные. Количество загруженных сущностей: 500/500. |
| 78  | Новое Ядрино       | деревня | Получено слишком много сущностей из Викиданные. Количество загруженных сущностей: 500/500. |
| 79  | Новые Тиньгеши     | деревня | Получено слишком много сущностей из Викиданные. Количество загруженных сущностей: 500/500. |
| 80  | Ойкас-Асламасы     | село    | Получено слишком много сущностей из Викиданные. Количество загруженных сущностей: 500/500. |
| 81  | Ойкасы             | деревня | Получено слишком много сущностей из Викиданные. Количество загруженных сущностей: 500/500. |
| 82  | Олух-Шуматово      | деревня | Получено слишком много сущностей из Викиданные. Количество загруженных сущностей: 500/500. |
| 83  | Орабакасы          | деревня | Получено слишком много сущностей из Викиданные. Количество загруженных сущностей: 500/500. |
| 84  | Орба-Павлово       | деревня | Получено слишком много сущностей из Викиданные. Количество загруженных сущностей: 500/500. |
| 85  | Ордашево           | деревня | Получено слишком много сущностей из Викиданные. Количество загруженных сущностей: 500/500. |
| 86  | Персирланы         | деревня | Получено слишком много сущностей из Викиданные. Количество загруженных сущностей: 500/500. |
| 87  | Пиреньял           | деревня | Получено слишком много сущностей из Викиданные. Количество загруженных сущностей: 500/500. |
| 88  | Полянки            | село    | Получено слишком много сущностей из Викиданные. Количество загруженных сущностей: 500/500. |
| 89  | Поченары           | деревня | Получено слишком много сущностей из Викиданные. Количество загруженных сущностей: 500/500. |
| 90  | Пошнары            | село    | Получено слишком много сущностей из Викиданные. Количество загруженных сущностей: 500/500. |
| 91  | Пролетарий         | посёлок | Получено слишком много сущностей из Викиданные. Количество загруженных сущностей: 500/500. |
| 92  | Саваткино          | деревня | Получено слишком много сущностей из Викиданные. Количество загруженных сущностей: 500/500. |
| 93  | Салугино           | деревня | Получено слишком много сущностей из Викиданные. Количество загруженных сущностей: 500/500. |
| 94  | Сареево            | деревня | Получено слишком много сущностей из Викиданные. Количество загруженных сущностей: 500/500. |
| 95  | Сеткасы            | деревня | Получено слишком много сущностей из Викиданные. Количество загруженных сущностей: 500/500. |
| 96  | Сехры              | деревня | Получено слишком много сущностей из Викиданные. Количество загруженных сущностей: 500/500. |
| 97  | Симекейкасы        | деревня | Получено слишком много сущностей из Викиданные. Количество загруженных сущностей: 500/500. |
| 98  | Советское          | село    | Получено слишком много сущностей из Викиданные. Количество загруженных сущностей: 500/500. |
| 99  | Совхозный          | посёлок | Получено слишком много сущностей из Викиданные. Количество загруженных сущностей: 500/500. |
| 100 | Средние Ирзеи      | деревня | Получено слишком много сущностей из Викиданные. Количество загруженных сущностей: 500/500. |
| 101 | Старое Тянымово    | деревня | Получено слишком много сущностей из Викиданные. Количество загруженных сущностей: 500/500. |
| 102 | Старое Шуматово    | посёлок | Получено слишком много сущностей из Викиданные. Количество загруженных сущностей: 500/500. |
| 103 | Старые Тиньгеши    | деревня | Получено слишком много сущностей из Викиданные. Количество загруженных сущностей: 500/500. |
| 104 | Стрелецкая         | деревня | Получено слишком много сущностей из Викиданные. Количество загруженных сущностей: 500/500. |
| 105 | Сучково            | посёлок | Получено слишком много сущностей из Викиданные. Количество загруженных сущностей: 500/500. |
| 106 | Сятраево           | деревня | Получено слишком много сущностей из Викиданные. Количество загруженных сущностей: 500/500. |
| 107 | Талой              | деревня | Получено слишком много сущностей из Викиданные. Количество загруженных сущностей: 500/500. |
| 108 | Торхлово           | деревня | Получено слишком много сущностей из Викиданные. Количество загруженных сущностей: 500/500. |
| 109 | Тукасы             | деревня | Получено слишком много сущностей из Викиданные. Количество загруженных сущностей: 500/500. |
| 110 | Тяптяево           | село    | Получено слишком много сущностей из Викиданные. Количество загруженных сущностей: 500/500. |
| 111 | Хирле-Сиры         | деревня | Получено слишком много сущностей из Викиданные. Количество загруженных сущностей: 500/500. |
| 112 | Хорамалы           | деревня | Получено слишком много сущностей из Викиданные. Количество загруженных сущностей: 500/500. |
| 113 | Хочашево           | село    | Получено слишком много сущностей из Викиданные. Количество загруженных сущностей: 500/500. |
| 114 | Чебаково           | село    | Получено слишком много сущностей из Викиданные. Количество загруженных сущностей: 500/500. |
| 115 | Чербай             | деревня | Получено слишком много сущностей из Викиданные. Количество загруженных сущностей: 500/500. |
| 116 | Чиганары           | село    | Получено слишком много сущностей из Викиданные. Количество загруженных сущностей: 500/500. |
| 117 | Шоркино            | деревня | Получено слишком много сущностей из Викиданные. Количество загруженных сущностей: 500/500. |
| 118 | Эмякасы            | деревня | Получено слишком много сущностей из Викиданные. Количество загруженных сущностей: 500/500. |
| 119 | Юваново            | село    | Получено слишком много сущностей из Викиданные. Количество загруженных сущностей: 500/500. |
| 120 | Юманай             | деревня | Получено слишком много сущностей из Викиданные. Количество загруженных сущностей: 500/500. |
| 121 | Ядрин              | город   | Получено слишком много сущностей из Викиданные. Количество загруженных сущностей: 500/500. |
| 122 | Ядрино             | село    | Получено слишком много сущностей из Викиданные. Количество загруженных сущностей: 500/500. |
| 123 | Якимкино           | деревня | Получено слишком много сущностей из Викиданные. Количество загруженных сущностей: 500/500. |
| 124 | Янгиреево          | деревня | Получено слишком много сущностей из Викиданные. Количество загруженных сущностей: 500/500. |
| 125 | Янымово            | село    | Получено слишком много сущностей из Викиданные. Количество загруженных сущностей: 500/500. |
| 126 | Яровойкасы         | деревня | Получено слишком много сущностей из Викиданные. Количество загруженных сущностей: 500/500. |

### Яльчикский
| №  | Населённый пункт     | Тип     | Население                                                                                  |
| -- | -------------------- | ------- | ------------------------------------------------------------------------------------------ |
| 1  | Адиково              | посёлок | Получено слишком много сущностей из Викиданные. Количество загруженных сущностей: 500/500. |
| 2  | Апанасово-Темяши     | деревня | Получено слишком много сущностей из Викиданные. Количество загруженных сущностей: 500/500. |
| 3  | Апанасово-Эщебенево  | деревня | Получено слишком много сущностей из Викиданные. Количество загруженных сущностей: 500/500. |
| 4  | Аранчеево            | деревня | Получено слишком много сущностей из Викиданные. Количество загруженных сущностей: 500/500. |
| 5  | Байглычево           | село    | Получено слишком много сущностей из Викиданные. Количество загруженных сущностей: 500/500. |
| 6  | Байдеряково          | село    | Получено слишком много сущностей из Викиданные. Количество загруженных сущностей: 500/500. |
| 7  | Белая Воложка        | деревня | Получено слишком много сущностей из Викиданные. Количество загруженных сущностей: 500/500. |
| 8  | Белое Озеро          | деревня | Получено слишком много сущностей из Викиданные. Количество загруженных сущностей: 500/500. |
| 9  | Большая Ерыкла       | деревня | Получено слишком много сущностей из Викиданные. Количество загруженных сущностей: 500/500. |
| 10 | Большая Таяба        | село    | Получено слишком много сущностей из Викиданные. Количество загруженных сущностей: 500/500. |
| 11 | Большие Яльчики      | село    | Получено слишком много сущностей из Викиданные. Количество загруженных сущностей: 500/500. |
| 12 | Избахтино            | деревня | Получено слишком много сущностей из Викиданные. Количество загруженных сущностей: 500/500. |
| 13 | Ишмурзино-Суринск    | деревня | Получено слишком много сущностей из Викиданные. Количество загруженных сущностей: 500/500. |
| 14 | Карабаево            | деревня | Получено слишком много сущностей из Викиданные. Количество загруженных сущностей: 500/500. |
| 15 | Кильдюшево           | деревня | Получено слишком много сущностей из Викиданные. Количество загруженных сущностей: 500/500. |
| 16 | Кошки-Куликеево      | деревня | Получено слишком много сущностей из Викиданные. Количество загруженных сущностей: 500/500. |
| 17 | Кушелга              | село    | Получено слишком много сущностей из Викиданные. Количество загруженных сущностей: 500/500. |
| 18 | Лащ-Таяба            | село    | Получено слишком много сущностей из Викиданные. Количество загруженных сущностей: 500/500. |
| 19 | Малая Ерыкла         | деревня | Получено слишком много сущностей из Викиданные. Количество загруженных сущностей: 500/500. |
| 20 | Малая Таяба          | деревня | Получено слишком много сущностей из Викиданные. Количество загруженных сущностей: 500/500. |
| 21 | Малое Байдеряково    | посёлок | Получено слишком много сущностей из Викиданные. Количество загруженных сущностей: 500/500. |
| 22 | Новое Андиберево     | деревня | Получено слишком много сущностей из Викиданные. Количество загруженных сущностей: 500/500. |
| 23 | Новое Арланово       | деревня | Получено слишком много сущностей из Викиданные. Количество загруженных сущностей: 500/500. |
| 24 | Новое Байбатырево    | село    | Получено слишком много сущностей из Викиданные. Количество загруженных сущностей: 500/500. |
| 25 | Новое Байдеряково    | деревня | Получено слишком много сущностей из Викиданные. Количество загруженных сущностей: 500/500. |
| 26 | Новое Булаево        | деревня | Получено слишком много сущностей из Викиданные. Количество загруженных сущностей: 500/500. |
| 27 | Новое Изамбаево      | деревня | Получено слишком много сущностей из Викиданные. Количество загруженных сущностей: 500/500. |
| 28 | Новое Ищеряково      | деревня | Получено слишком много сущностей из Викиданные. Количество загруженных сущностей: 500/500. |
| 29 | Новое Тинчурино      | село    | Получено слишком много сущностей из Викиданные. Количество загруженных сущностей: 500/500. |
| 30 | Новое Тойдеряково    | деревня | Получено слишком много сущностей из Викиданные. Количество загруженных сущностей: 500/500. |
| 31 | Новое Тоскаево       | посёлок | Получено слишком много сущностей из Викиданные. Количество загруженных сущностей: 500/500. |
| 32 | Новое Чурино         | деревня | Получено слишком много сущностей из Викиданные. Количество загруженных сущностей: 500/500. |
| 33 | Новое Янашево        | деревня | Получено слишком много сущностей из Викиданные. Количество загруженных сущностей: 500/500. |
| 34 | Новопоселенная Таяба | деревня | Получено слишком много сущностей из Викиданные. Количество загруженных сущностей: 500/500. |
| 35 | Новые Бикшики        | деревня | Получено слишком много сущностей из Викиданные. Количество загруженных сущностей: 500/500. |
| 36 | Новые Шимкусы        | село    | Получено слишком много сущностей из Викиданные. Количество загруженных сущностей: 500/500. |
| 37 | Петровка             | посёлок | Получено слишком много сущностей из Викиданные. Количество загруженных сущностей: 500/500. |
| 38 | Полевые Буртасы      | деревня | Получено слишком много сущностей из Викиданные. Количество загруженных сущностей: 500/500. |
| 39 | Полевые Козыльяры    | деревня | Получено слишком много сущностей из Викиданные. Количество загруженных сущностей: 500/500. |
| 40 | Полевые Пинеры       | деревня | Получено слишком много сущностей из Викиданные. Количество загруженных сущностей: 500/500. |
| 41 | Сабанчино            | село    | Получено слишком много сущностей из Викиданные. Количество загруженных сущностей: 500/500. |
| 42 | Старое Арланово      | деревня | Получено слишком много сущностей из Викиданные. Количество загруженных сущностей: 500/500. |
| 43 | Старое Янашево       | деревня | Получено слишком много сущностей из Викиданные. Количество загруженных сущностей: 500/500. |
| 44 | Тораево              | деревня | Получено слишком много сущностей из Викиданные. Количество загруженных сущностей: 500/500. |
| 45 | Тоскаево             | деревня | Получено слишком много сущностей из Викиданные. Количество загруженных сущностей: 500/500. |
| 46 | Уразмаметево         | деревня | Получено слишком много сущностей из Викиданные. Количество загруженных сущностей: 500/500. |
| 47 | Шаймурзино           | деревня | Получено слишком много сущностей из Викиданные. Количество загруженных сущностей: 500/500. |
| 48 | Шемалаково           | село    | Получено слишком много сущностей из Викиданные. Количество загруженных сущностей: 500/500. |
| 49 | Эмметево             | деревня | Получено слишком много сущностей из Викиданные. Количество загруженных сущностей: 500/500. |
| 50 | Эшмикеево            | село    | Получено слишком много сущностей из Викиданные. Количество загруженных сущностей: 500/500. |
| 51 | Яльчики              | село    | Получено слишком много сущностей из Викиданные. Количество загруженных сущностей: 500/500. |
| 52 | Яманчурино           | деревня | Получено слишком много сущностей из Викиданные. Количество загруженных сущностей: 500/500. |
| 53 | Янтиково             | село    | Получено слишком много сущностей из Викиданные. Количество загруженных сущностей: 500/500. |

### Янтиковский
Время, выделенное для выполнения скриптов, истекло.